# Liste der Top-10-Singles in Deutschland
Die Liste der Top-10-Singles in Deutschland enthält Informationen und Statistiken zu den Top 10 der offiziellen deutschen Singlecharts (GfK Entertainment) seit Beginn der Aufzeichnung am 1. März 1954 (Alle Angaben bis zur Chartwoche vom 27. Dezember 2024).

## Datenbasis
Die hier dargestellten Auswertungen der deutschen Singlecharts beschreiben lediglich Interpreten, die besonders häufig oder besonders lange die Top 10 der Hitparade erreicht haben. Daraus können jedoch keine Verkaufszahlen oder weitere kommerzielle Erfolge abgeleitet werden.
Bis Mai 1959 beruhen die Singlecharts der Bundesrepublik Deutschland auf der Boxen-Parade des Automatenmarktes (monatlich ermittelt). Von Juni 1959 bis Januar 1965 sind die Singlecharts der Musikmarkt-Hitparade entnommen (monatlich ermittelt). Von Februar 1965 bis Dezember 1970 wurden die deutschen Singlecharts durch den Musikmarkt halbmonatlich ermittelt. Seit 1971 gelten die Verkaufszahlen der Singles innerhalb einer Woche als Maßstab. Bis 1977 ermittelte diese Zahlen der Musikmarkt, ab 1977 Media Control und seit 2013 die GfK Entertainment. Es gibt auch Bücher und Listen, die wöchentliche Charts seit 1956 führen. Diese sind aus den monatlichen Charts interpolierte Listen. Über die Verkaufszahlen der Schallplatten in der DDR gibt es keine offiziellen Listen.
Hinweis: In früheren Jahren war es manchmal üblich, verschiedene Versionen eines Liedes von verschiedenen Interpreten zusammenzufassen. Außer dem Hauptinterpreten sind diese weiteren Interpreten in Klammern ergänzt.

## Künstler mit den meisten Top-10-Singles
Diese Liste beinhaltet alle Künstler – in chronologischer Reihenfolge nach Anzahl absteigend – welche sich mit 15 oder mehr Singles in den Top 10 der deutschen Singlecharts platzieren konnten, sowie eine detaillierte Auflistung aller Singles von Künstlern, die mindestens 25 Singles in den Top 10 platzierten.
- 56:  Capital Bra / Joker Bra
- 52:  Bonez MC
- 51:  Luciano
- 44:  RAF Camora
- 41:  Samra
- 36:  Ufo361 und    Caterina Valente
- 35:  Peter Alexander
- 31:  Gzuz
- 29:  The Beatles / The Beat Brothers
- 26:  Depeche Mode,  David Guetta,  Madonna,  Freddy Quinn und  Rihanna
- 24:  Apache 207
- 23:  ABBA und  Scooter
- 21:  Michael Jackson
- 20:  P!nk und  Shirin David
- 19:   The Bee Gees
- 18:  Eminem,  Kontra K,  Loredana,  Ed Sheeran,  Sido,  Britney Spears und   Summer Cem
- 17:  Peter Kraus
- 16:   Mero,  Rammstein,  The Rolling Stones und  The Sweet
- 15:  Die Ärzte,  Justin Bieber,  Sarah Connor,  Cro,  KC Rebell und  Robbie Williams

### Capital Bra / Joker Bra

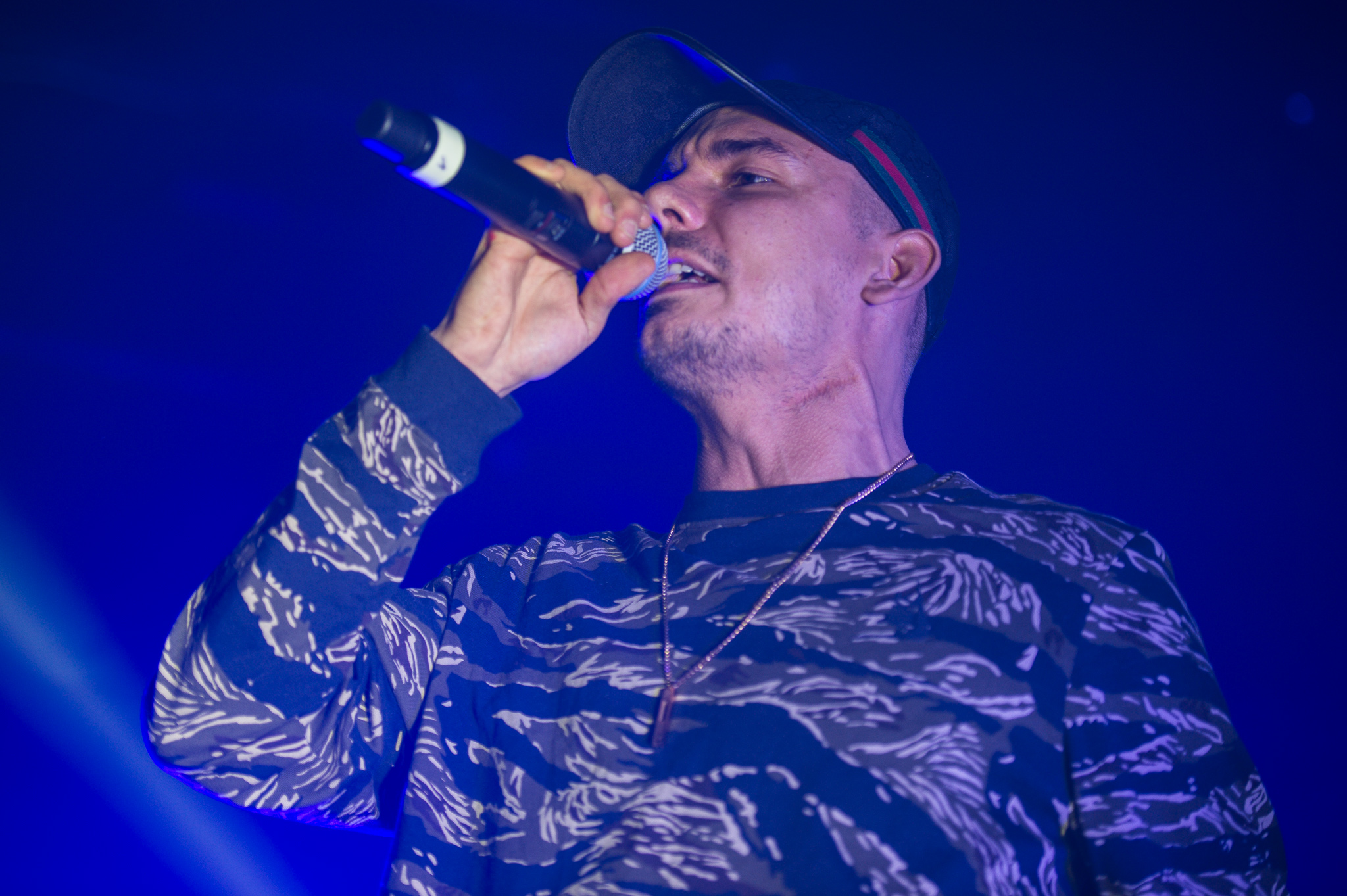
Capital Bra (2018)

| Jahr                                     | Titel                            | Verweildauer | Anmerkungen                                   |
| ---------------------------------------- | -------------------------------- | ------------ | --------------------------------------------- |
| 2018                                     | Power                            | 1 Woche      | Ufo361 feat. Capital Bra                      |
| 2018                                     | 5 Songs in einer Nacht           | 5 Wochen     |                                               |
| 2018                                     | Neymar                           | 7 Wochen     |                                               |
| 2018                                     | One Night Stand                  | 8 Wochen     |                                               |
| 2018                                     | Berlin lebt                      | 3 Wochen     |                                               |
| 2018                                     | Kennzeichen B-TK                 | 1 Woche      | feat. King Khalil                             |
| 2018                                     | Für euch alle                    | 3 Wochen     | Bushido feat. Capital Bra & Samra             |
| 2018                                     | Melodien                         | 7 Wochen     | feat. Juju                                    |
| 2018                                     | Insallah                         | 1 Woche      | Bushido feat. Capital Bra                     |
| 2018                                     | Fightclub                        | 1 Woche      | feat. Samra & AK Ausserkontrolle              |
| 2018                                     | Roli Glitzer Glitzer             | 3 Wochen     | feat. Luciano & Eno                           |
| 2018                                     | Allein                           | 3 Wochen     |                                               |
| 2018                                     | Ich liebe es                     | 4 Wochen     | feat. Xatar & Samy                            |
| 2018                                     | Feuer                            | 2 Wochen     |                                               |
| 2018                                     | Benzema                          | 7 Wochen     |                                               |
| 2019                                     | Prinzessa                        | 7 Wochen     |                                               |
| 2019                                     | DNA                              | 4 Wochen     | KC Rebell feat. Summer Cem & Capital Bra      |
| 2019                                     | Capital Bra je m’appelle         | 3 Wochen     |                                               |
| 2019                                     | Wir ticken                       | 4 Wochen     | mit Samra                                     |
| 2019                                     | Cherry Lady                      | 7 Wochen     |                                               |
| 2019                                     | Rolex                            | 5 Wochen     | feat. Summer Cem & KC Rebell                  |
| 2019                                     | Bye Bye                          | 1 Woche      | feat. Nimo                                    |
| 2019                                     | Ghetto                           | 1 Woche      | Samra feat. Capital Bra, Brudi30 & Kalazh44   |
| 2019                                     | Wieder Lila                      | 7 Wochen     | mit Samra                                     |
| 2019                                     | Royal Rumble                     | 2 Wochen     | mit Kalazh44 & Samra feat. Luciano & Nimo     |
| 2019                                     | Diamonds                         | 3 Wochen     | Summer Cem feat. Capital Bra                  |
| 2019                                     | Tilidin                          | 8 Wochen     | mit Samra                                     |
| 2019                                     | Zombie                           | 2 Wochen     | mit Samra                                     |
| 2019                                     | Nummer 1                         | 3 Wochen     | mit Samra                                     |
| 2019                                     | Huracan                          | 2 Wochen     | mit Samra                                     |
| 2019                                     | 110                              | 11 Wochen    | mit Samra feat. Lea                           |
| 2019                                     | Berlin lebt wie nie zuvor        | 2 Wochen     | mit Samra                                     |
| 2019                                     | Der Bratan bleibt der gleiche    | 3 Wochen     |                                               |
| 2020                                     | Baby                             | 6 Wochen     | mit Vize                                      |
| 2020                                     | 100k Cash                        | 2 Wochen     | feat. Samra                                   |
| 2020                                     | Berlin                           | 2 Wochen     | Samra feat. Capital Bra                       |
| 2020                                     | 365 Tage                         | 1 Woche      | Samra feat. Capital Bra                       |
| 2020                                     | Nicht verdient                   | 4 Wochen     | feat. Loredana                                |
| 2020                                     | Komm Komm                        | 1 Woche      |                                               |
| 2020                                     | 7 Stunden                        | 1 Woche      | Lea feat. Capital Bra                         |
| 2020                                     | Ich weiß nicht mal wie sie heißt | 2 Wochen     | feat. Bozza                                   |
| 2020                                     | Andere Welt                      | 4 Wochen     | feat. Clueso & KC Rebell                      |
| 2020                                     | Frühstück in Paris               | 3 Wochen     | feat. Cro                                     |
| 2020                                     | Berlin lebt immer noch           | 1 Woche      |                                               |
| 2020                                     | Paradise                         | 5 Wochen     | als Joker Bra mit Vize & Leony                |
| 2020                                     | Einsam an der Spitze             | 3 Wochen     |                                               |
| 2020                                     | Alles dreht sich                 | 1 Woche      | Kontra K feat. Capital Bra                    |
| 2020                                     | B.L.F.L.                         | 1 Woche      | mit Azet                                      |
| 2021                                     | Hell                             | 1 Woche      | PA Sports feat. Capital Bra                   |
| 2021                                     | No Comprendo                     | 1 Woche      | Jamule feat. Capital Bra                      |
| 2021                                     | Aventador                        | 1 Woche      | mit Jamule                                    |
| 2021                                     | Unter Verdacht                   | 1 Woche      | mit Ngee                                      |
| 2021                                     | Blessed                          | 2 Wochen     | Cro feat. Capital Bra                         |
| 2021                                     | Sommer                           | 1 Woche      | Beatzarre & Djorkaeff feat. Lea & Capital Bra |
| 2021                                     | Ein Jahr                         | 1 Woche      | mit Montez                                    |
| 2022                                     | Beretta                          | 1 Woche      | mit Farid Bang feat. Sanna                    |
| → Hauptartikel : Capital Bra/Diskografie |                                  |              |                                               |

### Bonez MC

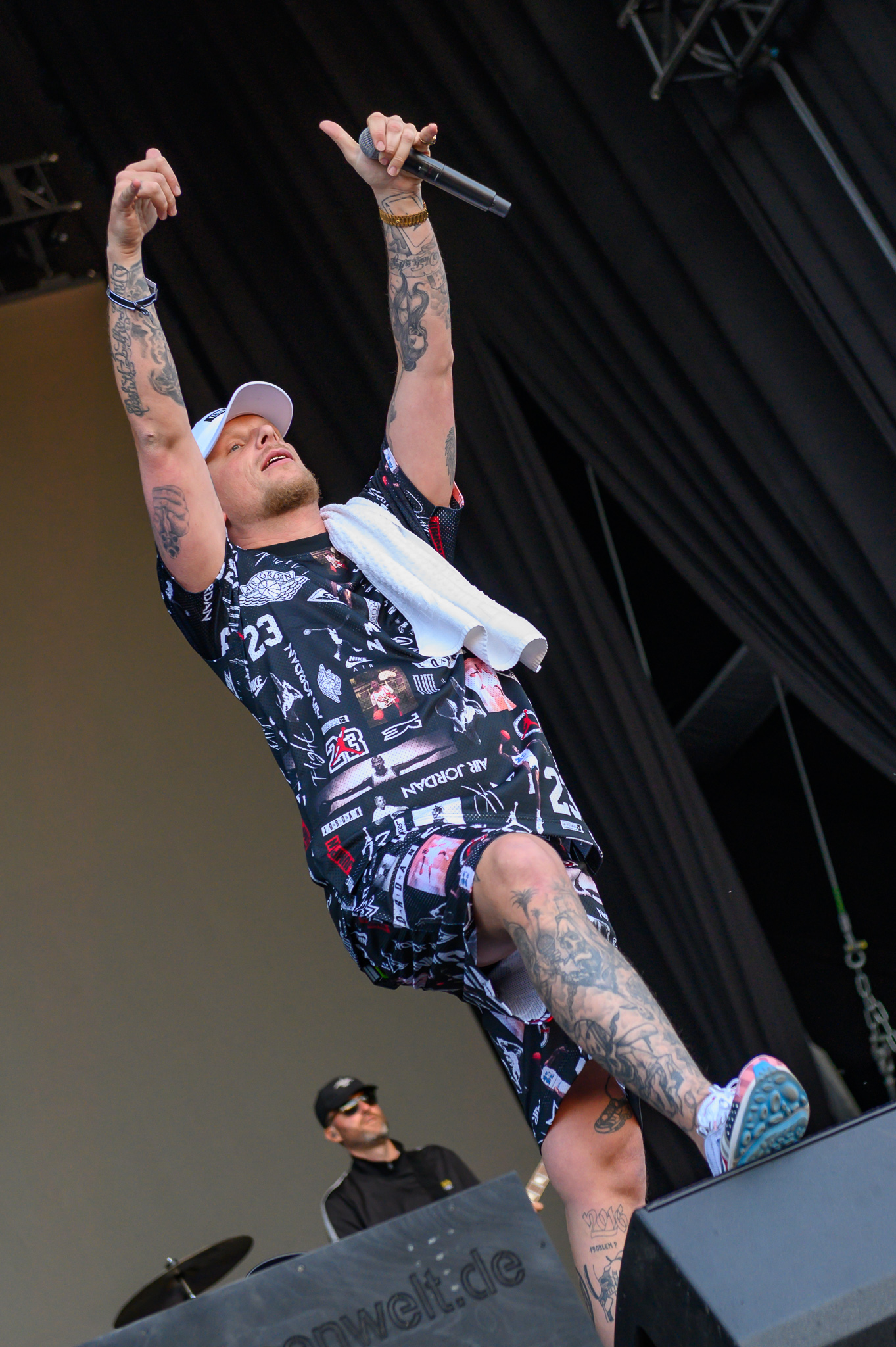
Bonez MC (2019)

| Jahr                                  | Titel                    | Verweildauer | Anmerkungen                              |
| ------------------------------------- | ------------------------ | ------------ | ---------------------------------------- |
| 2016                                  | Palmen aus Plastik       | 1 Woche      | mit RAF Camora                           |
| 2016                                  | Ohne mein Team           | 6 Wochen     | mit RAF Camora & Maxwell                 |
| 2016                                  | Palmen aus Gold          | 1 Woche      | mit RAF Camora                           |
| 2016                                  | An ihnen vorbei          | 1 Woche      | mit RAF Camora                           |
| 2017                                  | Millionär                | 4 Wochen     | mit Gzuz                                 |
| 2018                                  | Was erlebt               | 1 Woche      | Gzuz feat. Bonez MC                      |
| 2018                                  | Über Nacht               | 2 Wochen     | Gzuz feat. Bonez MC, Gzuz & Ufo361       |
| 2018                                  | 500 PS                   | 14 Wochen    | mit RAF Camora                           |
| 2018                                  | Risiko                   | 4 Wochen     | mit RAF Camora                           |
| 2018                                  | Kokain                   | 6 Wochen     | mit RAF Camora feat. Gzuz                |
| 2018                                  | Nummer unterdrückt       | 2 Wochen     | mit RAF Camora                           |
| 2018                                  | Ja Mann!                 | 1 Woche      | mit RAF Camora                           |
| 2018                                  | Kompanie                 | 1 Woche      | mit RAF Camora                           |
| 2018                                  | Prominent                | 1 Woche      | mit RAF Camora                           |
| 2018                                  | Von ihnen gelernt        | 1 Woche      | mit RAF Camora                           |
| 2019                                  | HaifischNikez Allstars   | 3 Wochen     | LX & Maxwell feat. Bonez MC, Gzuz & Sa4  |
| 2019                                  | Honda Civic              | 4 Wochen     | mit The Cratez                           |
| 2020                                  | Verkackt                 | 1 Woche      | Gzuz feat. Bonez MC                      |
| 2020                                  | Shotz Fired              | 2 Wochen     |                                          |
| 2020                                  | Roadrunner               | 3 Wochen     |                                          |
| 2020                                  | Big Body Benz            | 2 Wochen     |                                          |
| 2020                                  | International Criminal   | 1 Woche      | KitschKrieg feat. Bonez MC & Vybz Kartel |
| 2020                                  | Tilidin weg              | 2 Wochen     |                                          |
| 2020                                  | In meinem Benz           | 3 Wochen     | AK Ausserkontrolle feat. Bonez MC        |
| 2020                                  | Fuckst mich nur ab       | 3 Wochen     |                                          |
| 2020                                  | Ihr Hobby                | 1 Woche      | feat. Maxwell                            |
| 2020                                  | Niemals unter 1000       | 1 Woche      | feat. LX                                 |
| 2020                                  | Angeklagt                | 5 Wochen     |                                          |
| 2021                                  | 7                        | 1 Woche      | Ufo361 feat. Bonez MC                    |
| 2021                                  | Auf mein Fahrrad         | 1 Woche      | LX feat. Bonez MC                        |
| 2021                                  | Paradies                 | 1 Woche      | mit Gzuz & Sa4                           |
| 2021                                  | NBA                      | 1 Woche      | Jalil feat. Bonez MC                     |
| 2021                                  | Verpennt                 | 1 Woche      | mit LX & Sa4                             |
| 2021                                  | Extasy                   | 4 Wochen     | feat. Frauenarzt                         |
| 2021                                  | Alles nach Plan          | 1 Woche      | mit Maxwell & Gzuz                       |
| 2021                                  | Vielen Dank              | 1 Woche      | mit Maxwell, LX & Sa4                    |
| 2021                                  | Blaues Licht             | 8 Wochen     | RAF Camora feat. Bonez MC                |
| 2022                                  | Wenn ich will            | 1 Woche      | Gzuz feat. Bonez MC                      |
| 2022                                  | 187 Allstars ‘22         | 1 Woche      | mit Gzuz, LX, Maxwell & Sa4              |
| 2022                                  | Letztes Mal              | 2 Wochen     | mit RAF Camora                           |
| 2022                                  | Sommer                   | 3 Wochen     | mit RAF Camora                           |
| 2022                                  | Taxi                     | 3 Wochen     | mit RAF Camora                           |
| 2022                                  | Eine Idee                | 1 Woche      | mit RAF Camora                           |
| 2023                                  | YumYum                   | 1 Woche      | mit Gzuz                                 |
| 2023                                  | Sturkopf (mit ner Glock) | 2 Wochen     | mit Gzuz                                 |
| 2023                                  | Abziehen                 | 1 Woche      | mit Gzuz                                 |
| 2023                                  | Nix zu tun               | 1 Woche      | mit Gzuz feat. Olexesh                   |
| 2023                                  | Cinnamon Roll            | 2 Wochen     | mit Gzuz                                 |
| 2023                                  | Babylon                  | 1 Woche      | mit Gzuz                                 |
| 2023                                  | Alles nur kein Star      | 2 Wochen     |                                          |
| 2023                                  | So                       | 1 Woche      |                                          |
| 2023                                  | Fußballer                | 1 Woche      |                                          |
| → Hauptartikel : Bonez MC/Diskografie |                          |              |                                          |

### Luciano

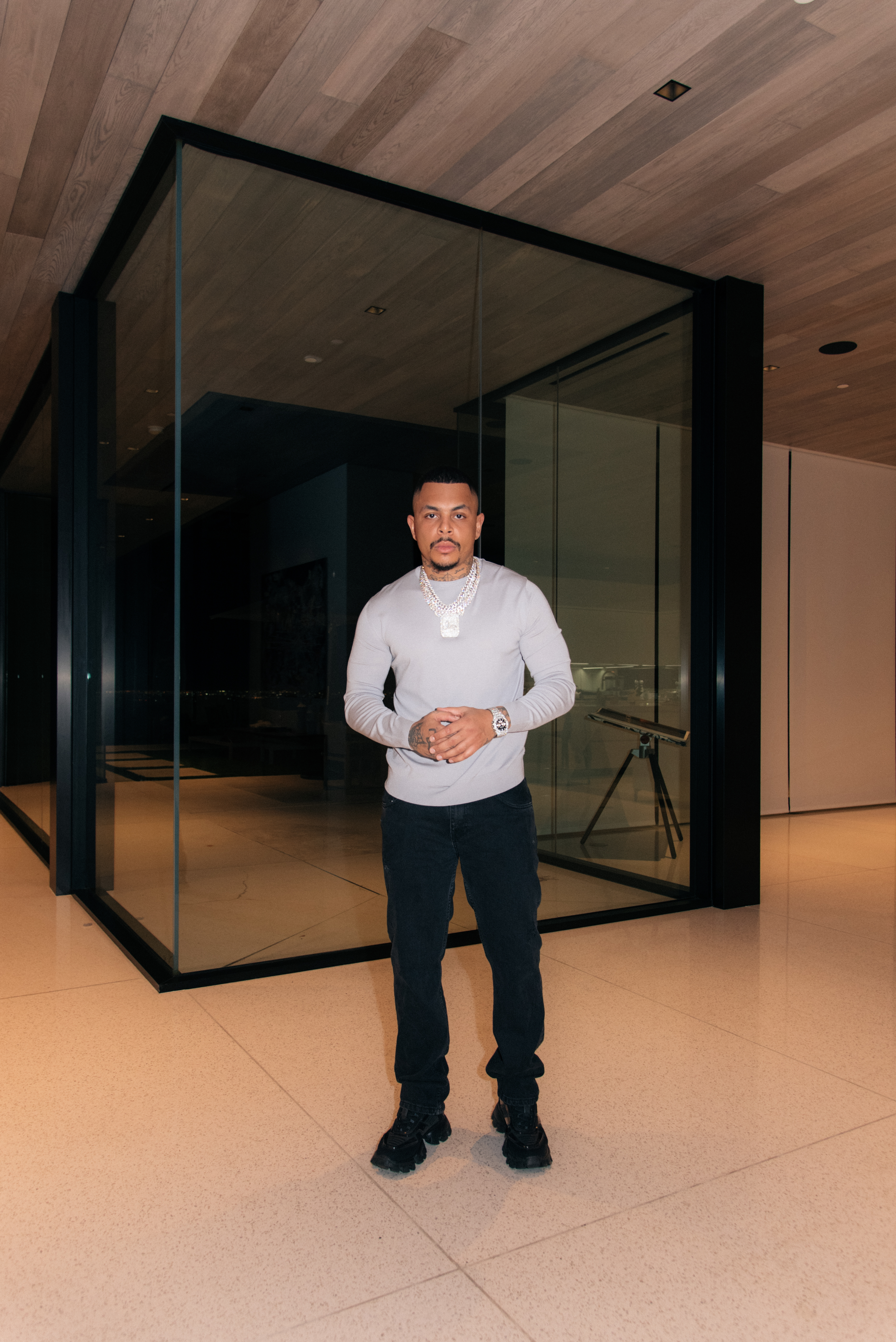
Luciano (2022)

| Jahr                                          | Titel                | Verweildauer | Anmerkungen                                        |
| --------------------------------------------- | -------------------- | ------------ | -------------------------------------------------- |
| 2018                                          | Ballin               | 1 Woche      |                                                    |
| 2018                                          | MoneyGram            | 1 Woche      |                                                    |
| 2018                                          | Roli Glitzer Glitzer | 3 Wochen     | Capital Bra feat. Luciano & Eno                    |
| 2018                                          | Meer                 | 4 Wochen     |                                                    |
| 2018                                          | Valentino Camouflage | 2 Wochen     | feat. Nimo                                         |
| 2019                                          | Ya Salame            | 1 Woche      | feat. Samra                                        |
| 2019                                          | Gib Gas              | 1 Woche      | Ufo361 feat. Luciano                               |
| 2019                                          | La Haine             | 2 Wochen     |                                                    |
| 2019                                          | Royal Rumble         | 2 Wochen     | Kalazh44, Capital Bra & Samra feat. Nimo & Luciano |
| 2019                                          | Energie              | 1 Woche      | Sido feat. Luciano                                 |
| 2019                                          | Yeah                 | 1 Woche      |                                                    |
| 2019                                          | Fendi Drip           | 1 Woche      | feat. Ufo361 & Lil Baby                            |
| 2019                                          | Summer Cem           | 3 Wochen     | Summer Cem feat. Luciano                           |
| 2020                                          | Mios mit Bars        | 3 Wochen     |                                                    |
| 2020                                          | Sip                  | 2 Wochen     |                                                    |
| 2020                                          | Trippin’             | 1 Woche      |                                                    |
| 2020                                          | Late Night           | 2 Wochen     |                                                    |
| 2020                                          | Maison               | 1 Woche      |                                                    |
| 2020                                          | Valla nein!          | 2 Wochen     | KC Rebell & Summer Cem feat. Luciano               |
| 2020                                          | XXL                  | 2 Wochen     | Miksu/Macloud feat. Luciano, Jamule & Summer Cem   |
| 2020                                          | Nacht zu kurz        | 1 Woche      |                                                    |
| 2020                                          | Never Know           | 1 Woche      | feat. Shirin David                                 |
| 2020                                          | Devam                | 1 Woche      | Gentleman feat. Luciano & Ezhel                    |
| 2020                                          | Shawty               | 1 Woche      |                                                    |
| 2021                                          | Bad Eyez             | 1 Woche      | Nimo feat. Luciano                                 |
| 2021                                          | Peppermint           | 1 Woche      |                                                    |
| 2021                                          | Kids from the Block  | 1 Woche      |                                                    |
| 2021                                          | Elmas                | 1 Woche      | feat. Lil Zey                                      |
| 2021                                          | Drilla               | 1 Woche      |                                                    |
| 2021                                          | Schmetterling        | 3 Wochen     |                                                    |
| 2021                                          | 2CB                  | 2 Wochen     | RAF Camora feat. Luciano                           |
| 2021                                          | Bleib’ über Nacht    | 1 Woche      | Kalim feat. Luciano                                |
| 2022                                          | Alles Black          | 1 Woche      | Gzuz feat. Luciano & RAF Camora                    |
| 2022                                          | Majestic             | 1 Woche      |                                                    |
| 2022                                          | Beautiful Girl       | 19 Wochen    |                                                    |
| 2022                                          | Frozen Tears         | 1 Woche      |                                                    |
| 2022                                          | Bamba                | 11 Wochen    | feat. Aitch & Bia                                  |
| 2022                                          | West Connect         | 1 Woche      | feat. Central Cee                                  |
| 2023                                          | On My Way            | 1 Woche      |                                                    |
| 2023                                          | All Night            | 7 Wochen     | RAF Camora feat. Luciano                           |
| 2023                                          | Expensive Shit       | 2 Wochen     | Reezy feat. Luciano                                |
| 2023                                          | We Too Deep          | 1 Woche      |                                                    |
| 2023                                          | Mami                 | 1 Woche      | feat. Bia                                          |
| 2023                                          | 2 Germans            | 1 Woche      | feat. Gzuz                                         |
| 2024                                          | Wonderful Life       | 3 Wochen     | 6PM Records feat. Hurts, Luciano & Sira            |
| 2024                                          | Time                 | 2 Wochen     |                                                    |
| 2024                                          | Blue Porsche         | 1 Woche      | feat. Niska                                        |
| 2024                                          | Blaq on Blaq         | 1 Woche      | HoodBlaq feat. Luciano                             |
| 2024                                          | Baddies              | 2 Wochen     | Aitch feat. Luciano                                |
| 2024                                          | Starboy              | 2 Wochen     | feat. Jazeek                                       |
| 2024                                          | Playboybunnies       | 5 Wochen     | Jazeek feat. Luciano & Miksu/Macloud               |
| → Hauptartikel : Luciano (Rapper)/Diskografie |                      |              |                                                    |

### RAF Camora

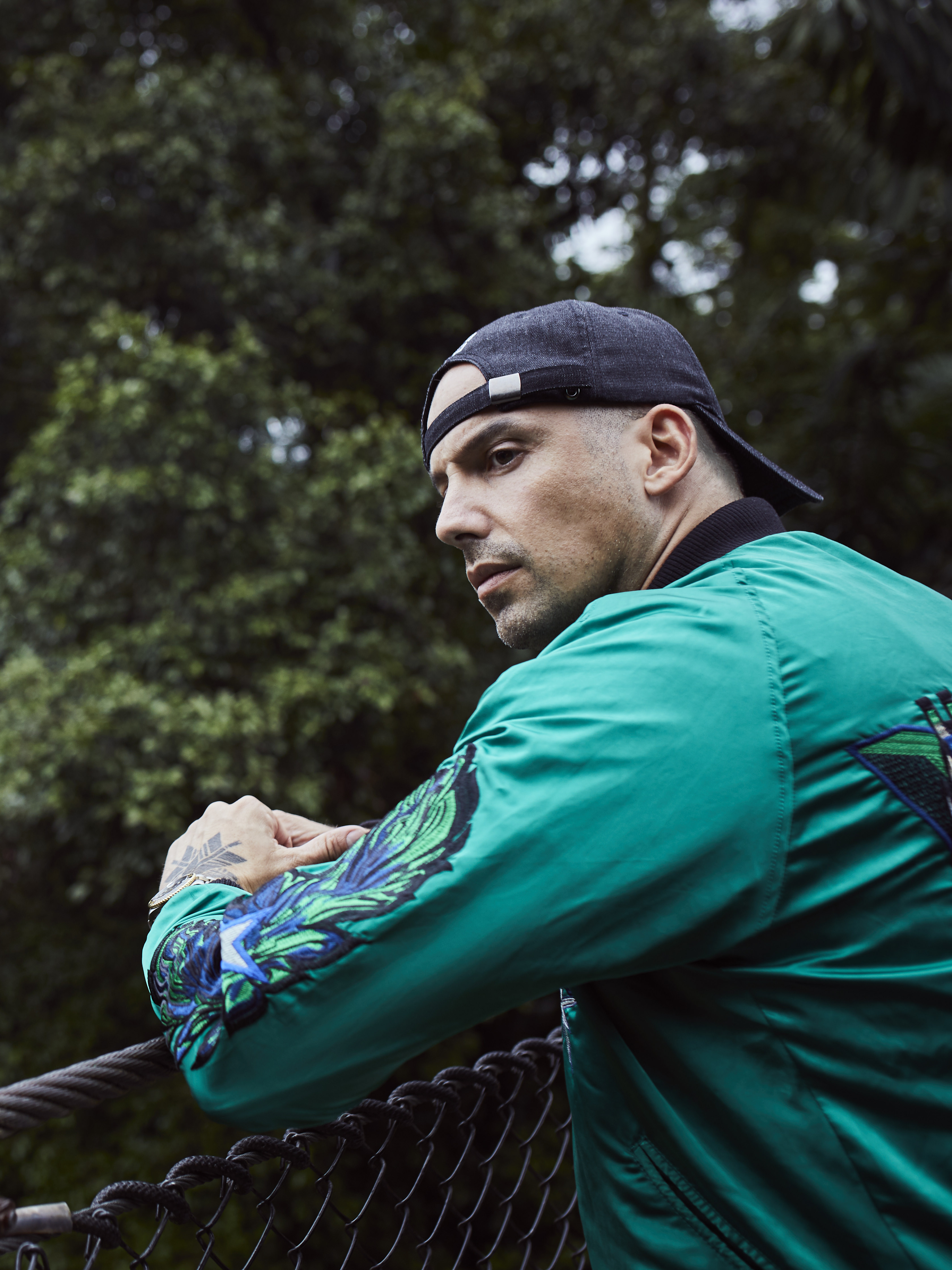
RAF Camora (2018)

| Jahr                                    | Titel               | Verweildauer | Anmerkungen                         |
| --------------------------------------- | ------------------- | ------------ | ----------------------------------- |
| 2016                                    | Palmen aus Plastik  | 1 Woche      | mit Bonez MC                        |
| 2016                                    | Ohne mein Team      | 6 Wochen     | mit Bonez MC feat. Maxwell          |
| 2016                                    | Palmen aus Gold     | 1 Woche      | mit Bonez MC                        |
| 2016                                    | An ihnen vorbei     | 1 Woche      | mit Bonez MC                        |
| 2017                                    | Primo               | 2 Wochen     |                                     |
| 2017                                    | Sag nix             | 1 Woche      |                                     |
| 2017                                    | Gotham City         | 7 Wochen     |                                     |
| 2018                                    | Fame                | 2 Wochen     | Kontra K feat. RAF Camora           |
| 2018                                    | 500 PS              | 14 Wochen    | mit Bonez MC                        |
| 2018                                    | Risiko              | 6 Wochen     | mit Bonez MC                        |
| 2018                                    | Kokain              | 6 Wochen     | mit Bonez MC feat. Gzuz             |
| 2018                                    | Nummer unterdrückt  | 2 Wochen     | mit Bonez MC                        |
| 2018                                    | Ja Mann!            | 1 Woche      | mit Bonez MC                        |
| 2018                                    | Kompanie            | 1 Woche      | mit Bonez MC feat. Hanybal          |
| 2018                                    | Prominent           | 1 Woche      | mit Bonez MC                        |
| 2018                                    | Von ihnen gelernt   | 1 Woche      | mit Bonez MC                        |
| 2018                                    | Perfekt             | 1 Woche      | AriBeatz feat. RAF Camora & Sofiane |
| 2019                                    | Neptun              | 1 Woche      | KC Rebell feat. RAF Camora          |
| 2019                                    | Nummer              | 2 Wochen     | Ufo361 feat. RAF Camora             |
| 2019                                    | Vendetta            | 2 Wochen     |                                     |
| 2019                                    | Adriana             | 2 Wochen     |                                     |
| 2019                                    | Puta Madre          | 3 Wochen     | feat. Ghetto Phénomène              |
| 2020                                    | Maschine            | 1 Woche      | mit The Cratez                      |
| 2021                                    | Zukunft             | 1 Woche      |                                     |
| 2021                                    | Blaues Licht        | 8 Wochen     | feat. Bonez MC                      |
| 2021                                    | Wenn du mich siehst | 2 Wochen     | feat. Juju                          |
| 2021                                    | 2CB                 | 2 Wochen     | feat. Luciano                       |
| 2021                                    | Guapa               | 1 Woche      |                                     |
| 2021                                    | Gelebt              | 1 Woche      | KC Rebell feat. RAF Camora          |
| 2022                                    | Alles black         | 1 Woche      | Gzuz feat. RAF Camora & Luciano     |
| 2022                                    | Tageslicht          | 1 Woche      | mit The Cratez & Ufo361             |
| 2022                                    | Mein Planet         | 1 Woche      |                                     |
| 2022                                    | Obsessed            | 1 Woche      | Dardan feat. RAF Camora             |
| 2022                                    | Letztes Mal         | 2 Wochen     | mit Bonez MC                        |
| 2022                                    | Sommer              | 3 Wochen     | mit Bonez MC                        |
| 2022                                    | Taxi                | 3 Wochen     | mit Bonez MC                        |
| 2022                                    | Eine Idee           | 1 Woche      | mit Bonez MC                        |
| 2023                                    | All Night           | 7 Wochen     | feat. Luciano                       |
| 2023                                    | Anna                | 2 Wochen     |                                     |
| 2023                                    | Bei Nacht           | 1 Woche      | feat. Cro                           |
| 2023                                    | Strada              | 1 Woche      | feat. Ahmad Amin                    |
| 2023                                    | Tropicana           | 1 Woche      | feat. HoodBlaq                      |
| 2023                                    | Liebe Grüße         | 3 Wochen     | feat. Ski Aggu                      |
| 2024                                    | Out of the Dark     | 2 Wochen     |                                     |
| → Hauptartikel : RAF Camora/Diskografie |                     |              |                                     |

### Samra
| Jahr                               | Titel                     | Verweildauer | Anmerkungen                                     |
| ---------------------------------- | ------------------------- | ------------ | ----------------------------------------------- |
| 2018                               | Hades                     | 1 Woche      | mit Bushido                                     |
| 2018                               | Für euch alle             | 3 Wochen     | mit Bushido & Capital Bra                       |
| 2018                               | Fight Club                | 1 Woche      | mit Capital Bra & AK Ausserkontrolle            |
| 2018                               | Cataleya                  | 4 Wochen     |                                                 |
| 2019                               | Wir ticken                | 4 Wochen     | mit Capital Bra                                 |
| 2019                               | Ya Salame                 | 1 Woche      | mit Luciano                                     |
| 2019                               | Harami                    | 3 Wochen     |                                                 |
| 2019                               | Ghetto                    | 1 Woche      | Samra feat. Capital Bra, Brudi30 & Kalazh44     |
| 2019                               | Wieder Lila               | 7 Wochen     | mit Capital Bra                                 |
| 2019                               | Marlboro Rot              | 1 Woche      |                                                 |
| 2019                               | Royal Rumble              | 2 Wochen     | mit Kalazh44 & Capital Bra feat. Luciano & Nimo |
| 2019                               | Tilidin                   | 8 Wochen     | mit Capital Bra                                 |
| 2019                               | Zombie                    | 2 Wochen     | mit Capital Bra                                 |
| 2019                               | Nummer 1                  | 3 Wochen     | mit Capital Bra                                 |
| 2019                               | Huracan                   | 2 Wochen     | mit Capital Bra                                 |
| 2019                               | 110                       | 11 Wochen    | mit Capital Bra feat. Lea                       |
| 2019                               | Berlin lebt wie nie zuvor | 2 Wochen     | mit Capital Bra                                 |
| 2019                               | Colt                      | 2 Wochen     |                                                 |
| 2020                               | Zu Ende                   | 3 Wochen     | feat. Elif                                      |
| 2020                               | Mon ami                   | 2 Wochen     |                                                 |
| 2020                               | Weiss                     | 3 Wochen     |                                                 |
| 2020                               | Schüsse im Regen          | 1 Woche      |                                                 |
| 2020                               | 100k Cash                 | 2 Wochen     | Capital Bra feat. Samra                         |
| 2020                               | 6 Uhr                     | 1 Woche      |                                                 |
| 2020                               | Berlin                    | 2 Wochen     | feat. Capital Bra                               |
| 2020                               | BaeBae                    | 3 Wochen     |                                                 |
| 2020                               | 365 Tage                  | 1 Woche      | feat. Capital Bra                               |
| 2020                               | Shakira                   | 1 Woche      | Kalazh44 feat. Samra                            |
| 2020                               | Unbekannt                 | 1 Woche      | Bozza feat. Samra                               |
| 2020                               | Tiefschwarz               | 2 Wochen     | Kontra K feat. Samra                            |
| 2020                               | Miskin                    | 1 Woche      |                                                 |
| 2020                               | 24 Stunden                | 1 Woche      |                                                 |
| 2020                               | Lebst du noch             | 1 Woche      |                                                 |
| 2020                               | Augen zu                  | 1 Woche      | Elif feat. Samra                                |
| 2020                               | Rohdiamant ٢٠٢٠           | 2 Wochen     |                                                 |
| 2020                               | Kennst du das ?!          | 2 Wochen     |                                                 |
| 2020                               | Lost                      | 5 Wochen     | feat. Topic42                                   |
| 2021                               | SMS                       | 1 Woche      |                                                 |
| 2021                               | Leere Hände               | 2 Wochen     | Nico Santos feat. Sido & Samra                  |
| 2021                               | Ich bin weg (Boro boro)   | 1 Woche      | mit Topic42 feat. Arash                         |
| 2023                               | Ich liebe dich            | 1 Woche      | feat. Sido                                      |
| → Hauptartikel : Samra/Diskografie |                           |              |                                                 |

### Ufo361

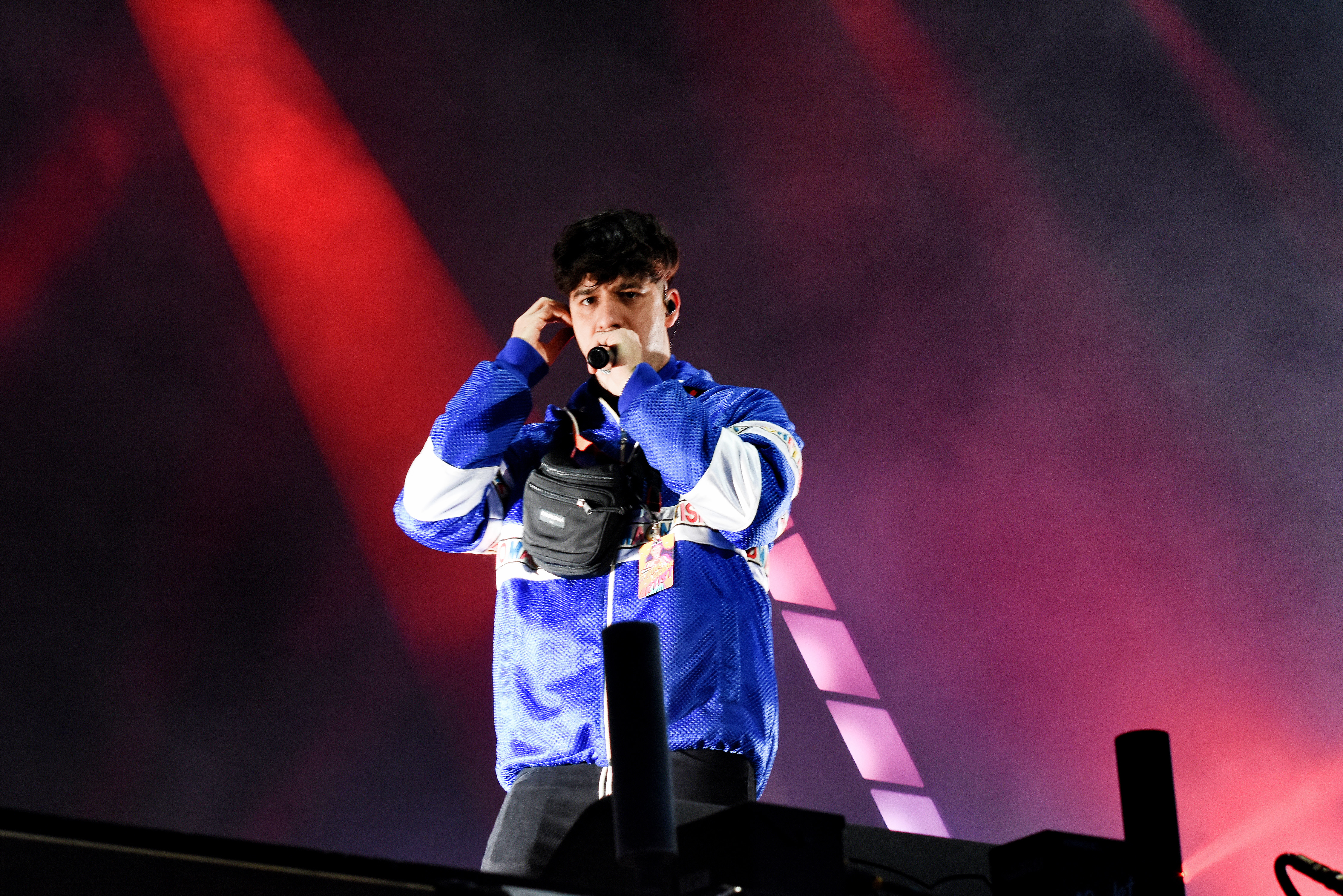
Ufo361 (2018)

| Jahr                                | Titel                  | Verweildauer | Anmerkungen                                        |
| ----------------------------------- | ---------------------- | ------------ | -------------------------------------------------- |
| 2018                                | Beverly Hills          | 1 Woche      |                                                    |
| 2018                                | Power                  | 1 Woche      | feat. Capital Bra                                  |
| 2018                                | Neymar                 | 8 Wochen     | Capital Bra feat. Ufo361                           |
| 2018                                | Über Nacht             | 2 Wochen     | Gzuz feat. Bonez MC, Maxwell & Ufo361              |
| 2018                                | Standard               | 10 Wochen    | KitschKrieg feat. Trettmann, Gringo, Ufo361 & Gzuz |
| 2019                                | Pass auf wen du liebst | 3 Wochen     |                                                    |
| 2019                                | Next                   | 2 Wochen     | feat. RIN                                          |
| 2019                                | Gib Gas                | 1 Woche      | feat. Luciano                                      |
| 2019                                | Irina Shayk            | 1 Woche      |                                                    |
| 2019                                | Shot                   | 2 Wochen     | feat. Data Luv                                     |
| 2019                                | On Time                | 1 Woche      | feat. Gunna                                        |
| 2019                                | Nummer                 | 2 Wochen     | feat. RAF Camora                                   |
| 2019                                | Fendi Drip             | 1 Woche      | Luciano feat. Ufo361 & Lil Baby                    |
| 2020                                | Big Drop               | 2 Wochen     | feat. Future                                       |
| 2020                                | Rich Rich              | 1 Woche      |                                                    |
| 2020                                | Bad Girs, Good Vibes   | 1 Woche      |                                                    |
| 2020                                | Allein sein            | 1 Woche      |                                                    |
| 2020                                | Final Fantasy          | 1 Woche      |                                                    |
| 2020                                | Emotions               | 14 Wochen    |                                                    |
| 2020                                | Skrr                   | 1 Woche      | Kalim feat. Ufo361                                 |
| 2020                                | Shit Changed           | 1 Woche      | mit Sonus030                                       |
| 2020                                | Playlist               | 2 Wochen     | mit Sonus030                                       |
| 2020                                | Games                  | 1 Woche      | mit Sonus030                                       |
| 2020                                | Kein Hunger            | 1 Woche      | Loredana feat. Ufo361                              |
| 2021                                | 7                      | 1 Woche      | feat. Bonez MC                                     |
| 2021                                | No Hugs                | 1 Woche      |                                                    |
| 2021                                | Wings                  | 1 Woche      |                                                    |
| 2021                                | Low Life               | 1 Woche      | feat. RIN                                          |
| 2021                                | Daniel Lee             | 1 Woche      |                                                    |
| 2022                                | Tageslicht             | 1 Woche      | mit The Cratez & RAF Camora                        |
| 2022                                | Airbnb                 | 1 Woche      | T-Low feat. Ufo361                                 |
| 2023                                | Brodies                | 1 Woche      | feat. Gunna                                        |
| 2023                                | Match_3                | 1 Woche      |                                                    |
| 2024                                | Ur in My Head          | 1 Woche      | feat. Monty Datta & Hinshi                         |
| 2024                                | Red Cups               | 1 Woche      | feat. Paula Hartmann                               |
| 2024                                | Liebe                  | 1 Woche      | feat. Nina Chuba                                   |
| → Hauptartikel : Ufo361/Diskografie |                        |              |                                                    |

### Caterina Valente

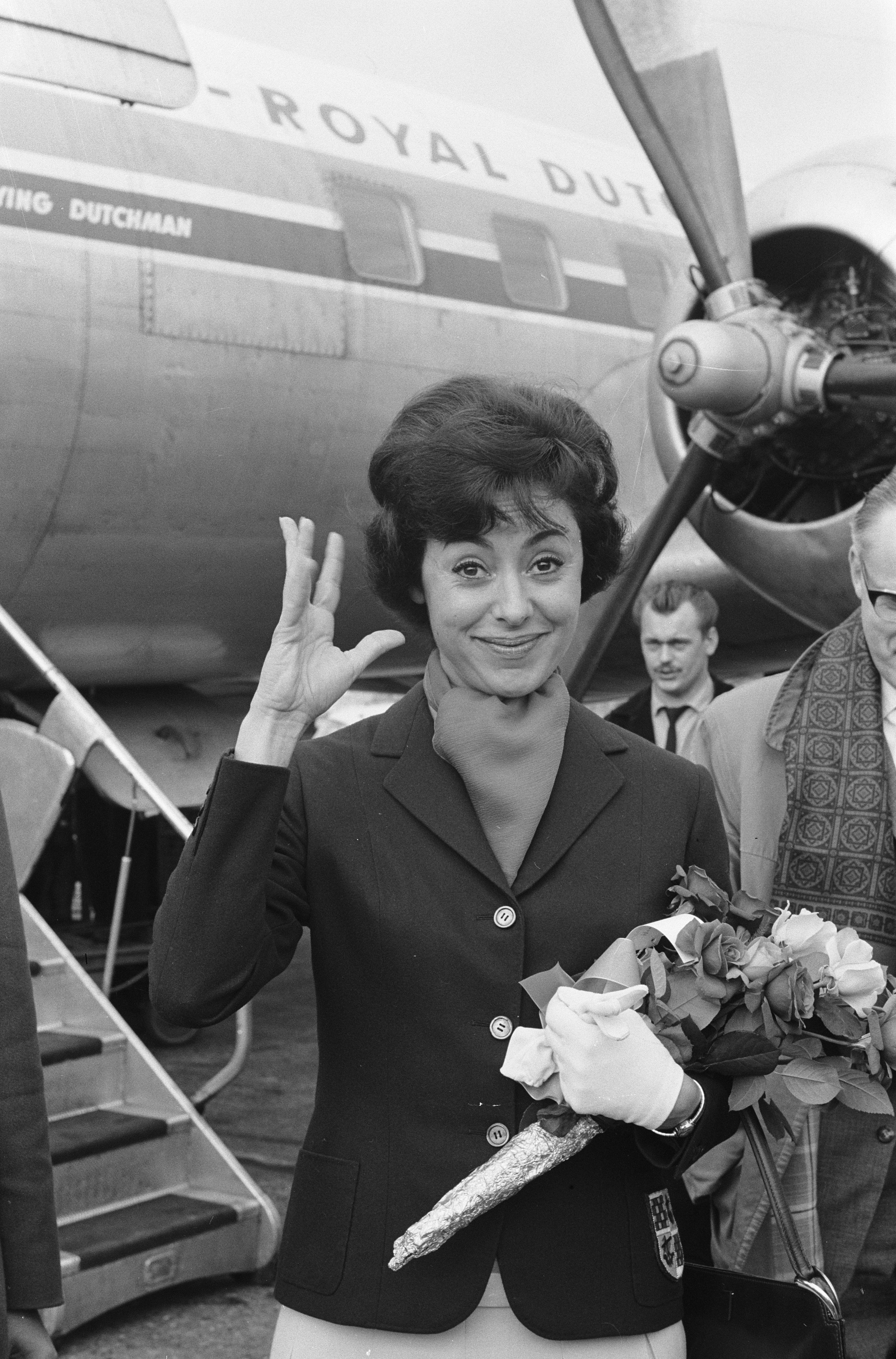
Caterina Valente (1961)

| Jahr                                          | Titel                                                  | Verweildauer | Anmerkungen                             |
| --------------------------------------------- | ------------------------------------------------------ | ------------ | --------------------------------------- |
| 1954                                          | Ja in Madrid und Barcelona                             | 2 Monate     |                                         |
| 1954                                          | O Mama, O Mama, O Mamajo                               | 3 Monate     |                                         |
| 1955                                          | Baiao-Bongo                                            | 3 Monate     |                                         |
| 1955                                          | Bonjour, Kathrin                                       | 3 Monate     |                                         |
| 1955                                          | Chanson d’amour                                        | 2 Monate     |                                         |
| 1955                                          | Fiesta Cubana                                          | 3 Monate     |                                         |
| 1955                                          | Ganz Paris träumt von der Liebe                        | 8 Monate     | mit Orchester Mike Firestone            |
| 1955                                          | Nur ein Zigeuner hat soviel Sehnsucht nach den Sternen | 1 Monat      |                                         |
| 1955                                          | Wenn es Nacht wird in Paris                            | 1 Monat      |                                         |
| 1955                                          | Eventuell                                              | 2 Monate     | mit Peter Alexander                     |
| 1955                                          | Sing, Baby, Sing                                       | 3 Monate     | mit Peter Alexander                     |
| 1956                                          | Bim-bambim-bam-Bina                                    | 2 Monate     |                                         |
| 1956                                          | Macky Messer                                           | 1 Monat      |                                         |
| 1956                                          | Die goldenen Spangen                                   | 3 Monate     | mit Silvio Francesco als Club Indonesia |
| 1956                                          | Steig in das Traumboot der Liebe                       | 6 Monate     | mit Silvio Francesco als Club Indonesia |
| 1956                                          | Wie wärs                                               | 3 Monate     | mit Silvio Francesco als Club Italia    |
| 1957                                          | Ich wär’ so gern bei dir                               | 4 Monate     | mit Silvio Francesco als Club Italia    |
| 1957                                          | Dich werd’ ich nie vergessen                           | 3 Monate     |                                         |
| 1957                                          | Frag mich nie, was Heimat ist                          | 1 Monat      |                                         |
| 1957                                          | Tipitipitipso                                          | 3 Monate     |                                         |
| 1957                                          | Wo meine Sonne scheint                                 | 4 Monate     |                                         |
| 1958                                          | Spiel noch einmal für mich, Habanero                   | 6 Monate     |                                         |
| 1959                                          | Mal seh’n Kapitän                                      | 1 Monat      |                                         |
| 1959                                          | Tschau tschau Bambina …!                               | 4 Monate     |                                         |
| 1960                                          | Einen Ring mit zwei blutroten Steinen                  | 3 Monate     |                                         |
| 1960                                          | Itsy Bitsy Teenie Weenie Honolulu-Strand-Bikini        | 3 Monate     | mit Silvio Francesco als Club Honolulu  |
| 1960                                          | Ein Schiff wird kommen (Hafen von Piräus)              | 5 Monate     |                                         |
| 1961                                          | Der Sheriff von Arkansas                               | 2 Monate     |                                         |
| 1961                                          | Ein Seemannsherz                                       | 1 Monat      |                                         |
| 1961                                          | Kommt ein Schiff nach Amsterdam                        | 1 Monat      |                                         |
| 1961                                          | Pepe                                                   | 2 Monate     |                                         |
| 1961                                          | Rosalie, mußt nicht weinen                             | 3 Monate     |                                         |
| 1962                                          | Quando quando quando                                   | 2 Monate     | mit Silvio Francesco                    |
| 1962                                          | The Peppermint Twist                                   | 2 Monate     | mit Silvio Francesco                    |
| 1962                                          | Rosen sind rot                                         | 1 Monat      |                                         |
| 1962                                          | Madison in Mexico                                      | 1 Monat      |                                         |
| → Hauptartikel : Caterina Valente/Diskografie |                                                        |              |                                         |

### Peter Alexander

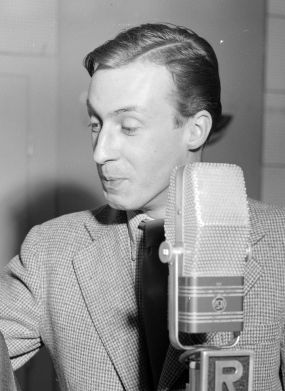
Peter Alexander (1952)

| Jahr                                         | Titel                                         | Verweildauer | Anmerkungen          |
| -------------------------------------------- | --------------------------------------------- | ------------ | -------------------- |
| 1955                                         | Das süße Mädi                                 | 4 Monate     |                      |
| 1955                                         | Der Mond hält seine Wacht                     | 3 Monate     |                      |
| 1955                                         | Eventuell                                     | 2 Monate     | mit Caterina Valente |
| 1955                                         | Sing, Baby, Sing                              | 3 Monate     | mit Caterina Valente |
| 1956                                         | Auf der Piazza von Milano                     | 2 Monate     | mit Peterli Hinnen   |
| 1956                                         | Ich weiß, was dir fehlt                       | 6 Monate     |                      |
| 1957                                         | Das tu’ ich alles aus Liebe                   | 2 Monate     |                      |
| 1957                                         | Ein bißchen mehr                              | 2 Monate     |                      |
| 1958                                         | Oh Josefin, die Nacht in Napoli               | 1 Monat      |                      |
| 1958                                         | Bambina                                       | 4 Monate     | mit den sieben Raben |
| 1959                                         | Mandolinen und Mondschein                     | 3 Monate     |                      |
| 1960                                         | Ich zähle täglich meine Sorgen                | 4 Monate     |                      |
| 1961                                         | Missouri Cowboy                               | 1 Monat      | mit Bill Ramsey      |
| 1961                                         | Bist du einsam heut’ Nacht?                   | 3 Monate     |                      |
| 1963                                         | Wenn erst der Abend kommt                     | 4 Monate     |                      |
| 1963                                         | Verliebt verlobt verheiratet                  | 1 Monat      | mit Conny Froboess   |
| 1964                                         | Nachts hör’ ich immer alle Uhren schlagen     | 1 Monat      |                      |
| 1964                                         | Seide und Samt                                | 1 Monat      |                      |
| 1965                                         | Fräulein wunderbar                            | 1½ Monate    |                      |
| 1965                                         | Schenk mir ein Bild von dir                   | 2½ Monate    |                      |
| 1966                                         | Aba Heidschi Bumbeidschi                      | ½ Monat      |                      |
| 1966                                         | Moderne Romanzen                              | 3½ Monate    |                      |
| 1967                                         | Der letzte Walzer                             | 4½ Monate    |                      |
| 1967                                         | Spanisch war die Nacht                        | 2 Monate     |                      |
| 1967                                         | Verbotene Träume                              | 2 Monate     |                      |
| 1968                                         | Delilah                                       | 3 Monate     |                      |
| 1968                                         | Komm und bedien dich                          | 1½ Monate    |                      |
| 1969                                         | Liebesleid                                    | 3 Monate     |                      |
| 1970                                         | Oh Lady Mary                                  | 1 Monat      |                      |
| 1971                                         | Hier ist ein Mensch                           | 15 Wochen    |                      |
| 1973                                         | Irgendwo brennt für jeden ein Licht           | 2 Wochen     |                      |
| 1973                                         | Unser tägliches Brot ist die Liebe            | 3 Wochen     |                      |
| 1976                                         | Die kleine Kneipe                             | 21 Wochen    |                      |
| 1979                                         | Und manchmal weinst du sicher ein paar Tränen | 4 Wochen     |                      |
| 1981                                         | Der Papa wird’s schon richten                 | 5 Wochen     |                      |
| → Hauptartikel : Peter Alexander/Diskografie |                                               |              |                      |

### Gzuz

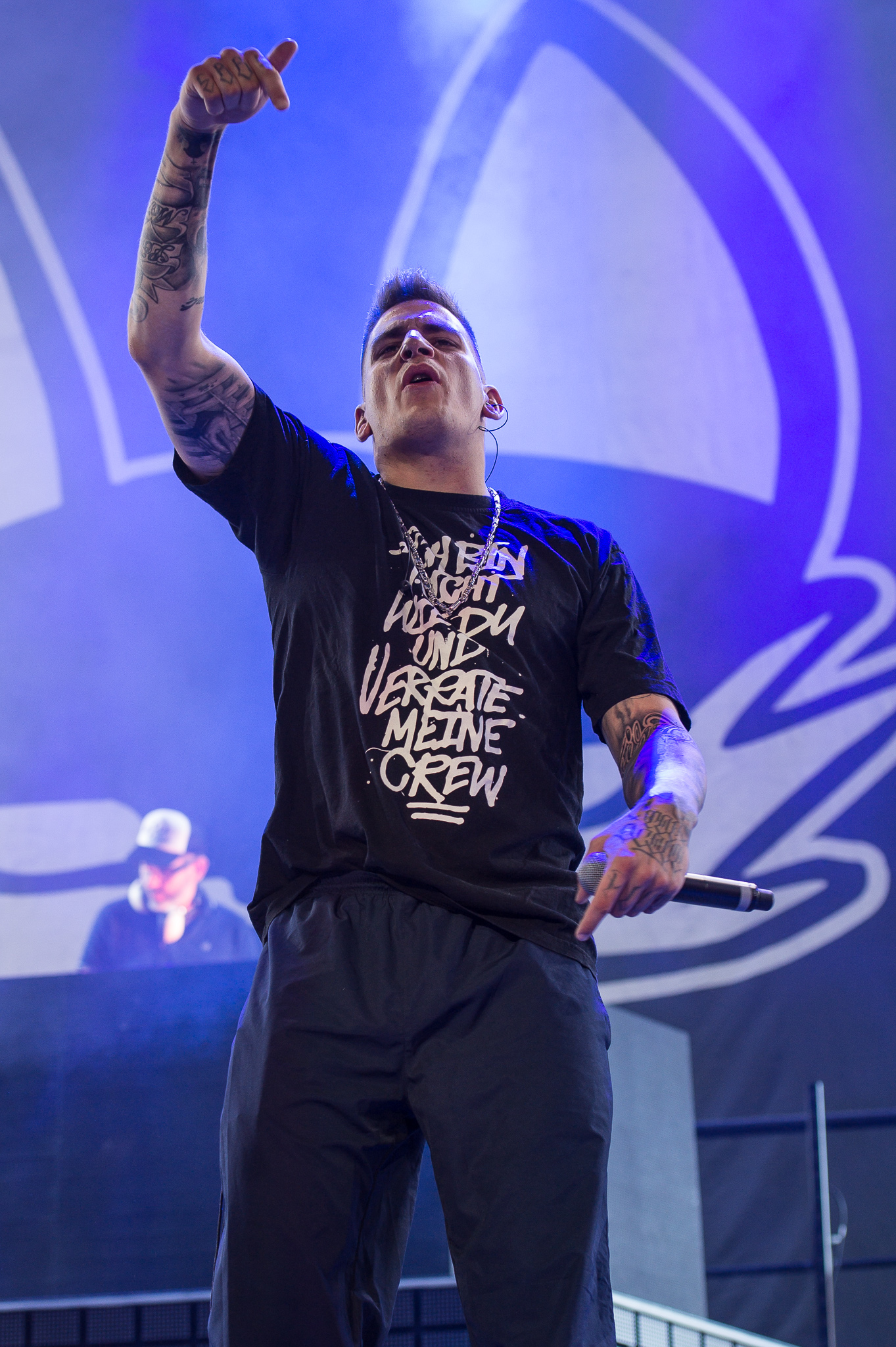
Gzuz (2017)

| Jahr                              | Titel                    | Verweildauer | Anmerkungen                                        |
| --------------------------------- | ------------------------ | ------------ | -------------------------------------------------- |
| 2016                              | Ahnma                    | 1 Woche      | Beginner feat. Gzuz & Gentleman                    |
| 2017                              | Millionär                | 4 Wochen     | mit Bonez MC                                       |
| 2018                              | ¿ Was hast du gedacht ?  | 1 Woche      |                                                    |
| 2018                              | Was erlebt               | 1 Woche      | feat. Bonez MC                                     |
| 2018                              | ¿ Warum ?                | 1 Woche      |                                                    |
| 2018                              | Über Nacht               | 2 Wochen     | feat. Bonez MC, Maxwell & Ufo361                   |
| 2018                              | Wolke 7                  | 1 Woche      | mit Bonez MC                                       |
| 2018                              | Kokain                   | 6 Wochen     | Bonez MC & RAF Camora feat. Gzuz                   |
| 2018                              | Uff                      | 2 Wochen     | Veysel feat. Gzuz                                  |
| 2018                              | Standard                 | 10 Wochen    | KitschKrieg feat. Gzuz, Gringo, Trettmann & Ufo361 |
| 2019                              | HaifischNikez Allstars   | 3 Wochen     | LX & Maxwell feat. Bonez MC, Gzuz & Sa4            |
| 2019                              | Perdono                  | 1 Woche      | LX & Maxwell feat. Gzuz & Gallo Nero               |
| 2020                              | Vor der Tür              | 2 Wochen     |                                                    |
| 2020                              | Donuts                   | 3 Wochen     |                                                    |
| 2020                              | Verkackt                 | 1 Woche      | feat. Bonez MC                                     |
| 2020                              | Kollektiv                | 1 Woche      | LX feat. Gzuz                                      |
| 2021                              | Paradies                 | 1 Woche      | mit Bonez MC & Sa4                                 |
| 2021                              | Keiner kann mich ficken! | 1 Woche      |                                                    |
| 2021                              | Alles nach Plan          | 1 Woche      | mit Bonez MC & Maxwell                             |
| 2021                              | Späti                    | 2 Wochen     |                                                    |
| 2022                              | Wenn ich will            | 1 Woche      | feat. Bonez MC                                     |
| 2022                              | Alles Black              | 1 Woche      | feat. Luciano & RAF Camora                         |
| 2022                              | 187 Allstars ’22         | 1 Woche      | mit Bonez MC, LX, Maxwell & Sa4                    |
| 2022                              | Taxi                     | 3 Wochen     | Bonez MC & RAF Camora feat. Gzuz                   |
| 2023                              | YumYum                   | 1 Woche      | mit Bonez MC                                       |
| 2023                              | Sturkopf (mit ner Glock) | 2 Wochen     | mit Bonez MC                                       |
| 2023                              | Abziehen                 | 1 Woche      | mit Bonez MC                                       |
| 2023                              | Nix zu tun               | 1 Woche      | mit Bonez MC feat. Olexesh                         |
| 2023                              | Cinnamon Roll            | 2 Woche      | mit Bonez MC                                       |
| 2023                              | Babylon                  | 1 Woche      | mit Bonez MC                                       |
| 2023                              | 2 Germans                | 1 Woche      | Luciano feat. Gzuz                                 |
| → Hauptartikel : Gzuz/Diskografie |                          |              |                                                    |

### The Beatles / The Beat Brothers

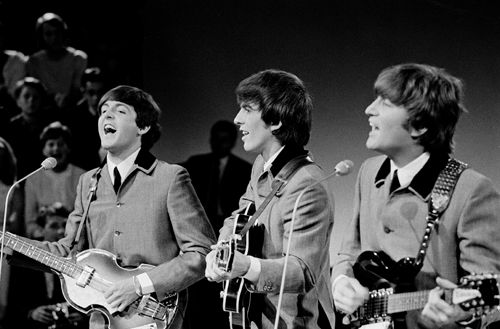
The Beatles (1964)

| Jahr                                     | Titel                                               | Verweildauer | Anmerkungen                       |
| ---------------------------------------- | --------------------------------------------------- | ------------ | --------------------------------- |
| 1964                                     | Skinny Minnie                                       | 3½ Monate    | Tony Sheridan & The Beat Brothers |
| 1964                                     | A Hard Day’s Night                                  | 2 Monate     |                                   |
| 1964                                     | I Should Have Known Better                          | 2 Monate     |                                   |
| 1964                                     | I Want to Hold Your Hand / Komm, gib mir deine Hand | 4 Monate     |                                   |
| 1964                                     | She Loves You                                       | 1 Monat      |                                   |
| 1964                                     | Twist and Shout                                     | 1 Monat      | mit Brian Poole                   |
| 1964                                     | Long Tall Sally                                     | 1 Monat      | mit Jerry Lee Lewis               |
| 1965                                     | Eight Days a Week                                   | 1 Monat      |                                   |
| 1965                                     | Help!                                               | 2½ Monate    |                                   |
| 1965                                     | I Feel Fine                                         | 3 Monate     |                                   |
| 1965                                     | Rock and Roll Music                                 | 3 Monate     |                                   |
| 1965                                     | Ticket to Ride                                      | 2 Monate     |                                   |
| 1965                                     | Yesterday                                           | 2 Monate     |                                   |
| 1966                                     | Michelle                                            | 2 Monate     |                                   |
| 1966                                     | Nowhere Man                                         | 1 Monat      |                                   |
| 1966                                     | Paperback Writer                                    | 2½ Monate    |                                   |
| 1966                                     | We Can Work It Out                                  | 2½ Monate    |                                   |
| 1966                                     | Yellow Submarine                                    | 3 Monate     |                                   |
| 1967                                     | All You Need Is Love                                | 2½ Monate    |                                   |
| 1967                                     | Hello, Goodbye                                      | 3 Monate     |                                   |
| 1967                                     | Penny Lane                                          | 2½ Monate    |                                   |
| 1968                                     | Hey Jude                                            | 4½ Monate    |                                   |
| 1968                                     | Lady Madonna                                        | 2 Monate     |                                   |
| 1969                                     | Come Together / Something                           | 3 Monate     |                                   |
| 1969                                     | Get Back                                            | 2½ Monate    | mit Billy Preston                 |
| 1969                                     | Ob-La-Di, Ob-La-Da                                  | 2 Monate     |                                   |
| 1969                                     | The Ballad of John and Yoko                         | 2 Monate     |                                   |
| 1970                                     | Let It Be                                           | 3 Monate     |                                   |
| 2023                                     | Now and Then                                        | 2 Wochen     |                                   |
| → Hauptartikel : The Beatles/Diskografie |                                                     |              |                                   |

### Depeche Mode

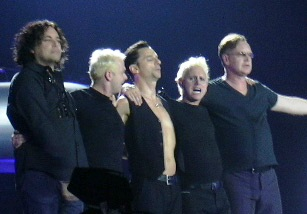
Depeche Mode (2006)

| Jahr                                      | Titel                   | Verweildauer | Anmerkungen |
| ----------------------------------------- | ----------------------- | ------------ | ----------- |
| 1984                                      | People Are People       | 9 Wochen     |             |
| 1984                                      | Master and Servant      | 7 Wochen     |             |
| 1985                                      | Shake the Disease       | 6 Wochen     |             |
| 1985                                      | It’s Called a Heart     | 2 Wochen     |             |
| 1986                                      | Stripped                | 5 Wochen     |             |
| 1986                                      | A Question of Lust      | 1 Woche      |             |
| 1986                                      | A Question of Time      | 4 Wochen     |             |
| 1987                                      | Strangelove             | 7 Wochen     |             |
| 1987                                      | Never Let Me Down Again | 6 Wochen     |             |
| 1988                                      | Behind the Wheel        | 4 Wochen     |             |
| 1989                                      | Personal Jesus          | 8 Wochen     |             |
| 1990                                      | Enjoy the Silence       | 12 Wochen    |             |
| 1990                                      | Policy of Truth         | 5 Wochen     |             |
| 1990                                      | World in My Eyes        | 4 Wochen     |             |
| 1993                                      | I Feel You              | 6 Wochen     |             |
| 1997                                      | Barrel of a Gun         | 1 Woche      |             |
| 1997                                      | It’s No Good            | 2 Wochen     |             |
| 1998                                      | Only When I Lose Myself | 3 Wochen     |             |
| 2001                                      | Dream On                | 1 Woche      |             |
| 2001                                      | I Feel Loved            | 1 Woche      |             |
| 2001                                      | Freelove                | 1 Woche      |             |
| 2004                                      | Enjoy the Silence 04    | 2 Wochen     |             |
| 2005                                      | Precious                | 5 Wochen     |             |
| 2006                                      | Martyr                  | 3 Wochen     |             |
| 2009                                      | Wrong                   | 4 Wochen     |             |
| 2013                                      | Heaven                  | 1 Woche      |             |
| → Hauptartikel : Depeche Mode/Diskografie |                         |              |             |

### David Guetta

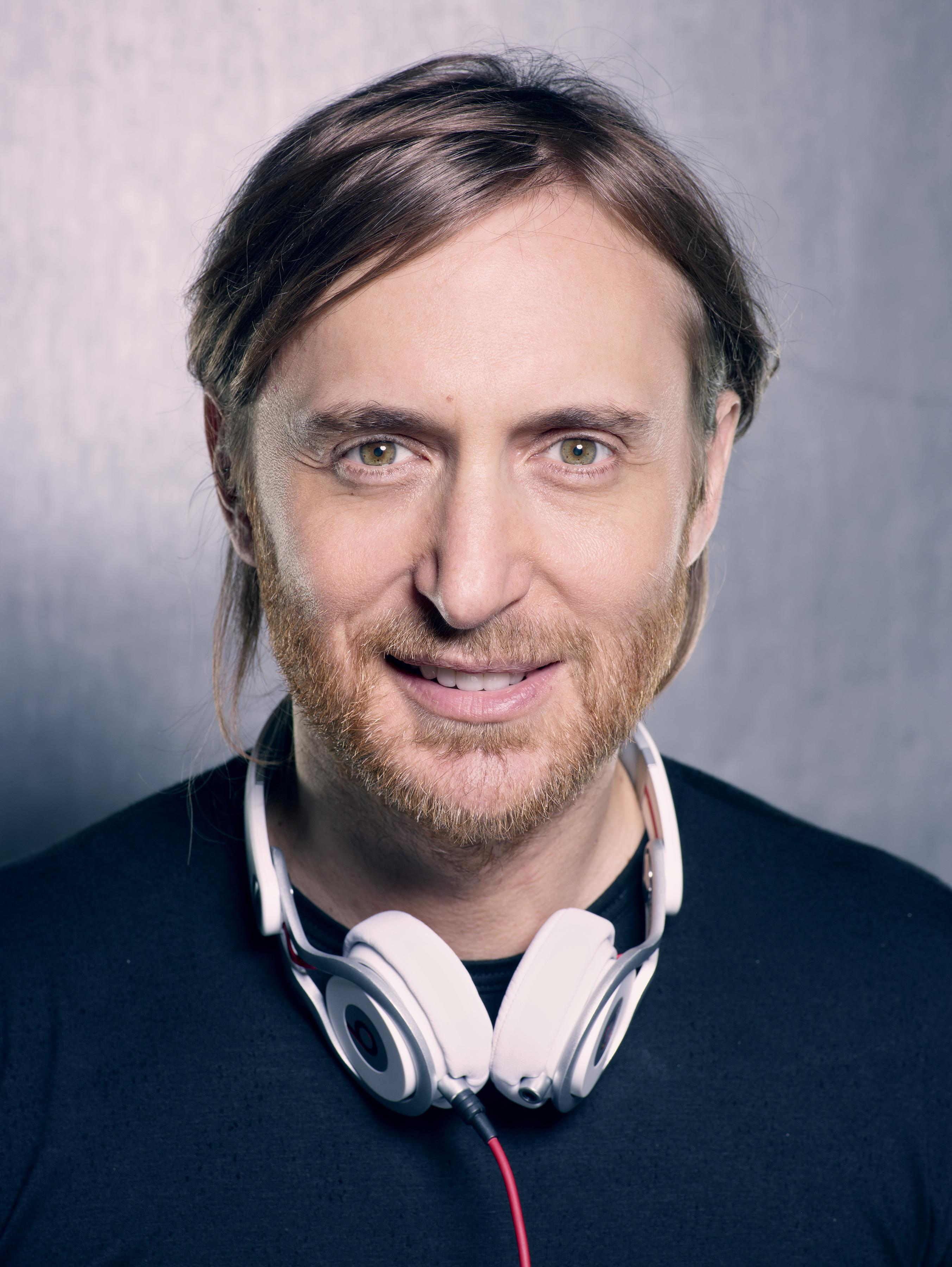
David Guetta (2013)

| Jahr                                      | Titel                        | Verweildauer | Anmerkungen                                       |
| ----------------------------------------- | ---------------------------- | ------------ | ------------------------------------------------- |
| 2009                                      | When Love Takes Over         | 15 Wochen    | feat. Kelly Rowland                               |
| 2009                                      | Sexy Bitch                   | 13 Wochen    | feat. Akon; auch bekannt als Sexy Chick           |
| 2010                                      | Memories                     | 8 Wochen     | feat. Kid Cudi                                    |
| 2010                                      | Club Can’t Handle Me         | 8 Wochen     | Flo Rida feat. David Guetta                       |
| 2010                                      | Who’s That Chick?            | 4 Wochen     | feat. Rihanna; auch bekannt als Who's That Bitch? |
| 2011                                      | Sweat                        | 13 Wochen    | Snoop Dogg vs. David Guetta; auch bekannt als Wet |
| 2011                                      | Where Them Girls At          | 2 Wochen     | feat. Flo Rida & Nicki Minaj                      |
| 2011                                      | Little Bad Girl              | 6 Wochen     | feat. Taio Cruz & Ludacris                        |
| 2011                                      | Titanium                     | 11 Wochen    | feat. Sia                                         |
| 2011                                      | Without You                  | 6 Wochen     | feat. Usher                                       |
| 2012                                      | Turn Me On                   | 4 Wochen     | feat. Nicki Minaj                                 |
| 2012                                      | She Wolf (Falling to Pieces) | 8 Wochen     | feat. Sia                                         |
| 2012                                      | Play Hard                    | 2 Wochen     | feat. Akon & Ne-Yo                                |
| 2014                                      | Lovers on the Sun            | 14 Wochen    | feat. Sam Martin                                  |
| 2014                                      | Dangerous                    | 11 Wochen    | feat. Sam Martin                                  |
| 2015                                      | Hey Mama                     | 3 Wochen     | feat. Afrojack & Nicki Minaj & Bebe Rexha         |
| 2016                                      | This One’s for You           | 6 Wochen     | feat. Zara Larsson                                |
| 2016                                      | Would I Lie to You           | 11 Wochen    | mit Cedric Gervais & Chris Willis                 |
| 2017                                      | Shed a Light                 | 3 Wochen     | mit Robin Schulz feat. Cheat Codes                |
| 2017                                      | 2U                           | 7 Wochen     | feat. Justin Bieber                               |
| 2018                                      | So Far Away                  | 5 Wochen     | mit Martin Garrix feat. Romy Dya & Jamie Scott    |
| 2018                                      | Mad Love                     | 1 Woche      | mit Sean Paul feat. Becky G                       |
| 2018                                      | Flames                       | 7 Wochen     | mit Sia                                           |
| 2022                                      | I'm Good (Blue)              | 27 Wochen    | mit Bebe Rexha                                    |
| 2023                                      | Baby Don’t Hurt Me           | 2 Wochen     | mit Anne-Marie & Coi Leray                        |
| 2024                                      | I Don’t Wanna Wait           | 1 Woche      | mit OneRepublic                                   |
| → Hauptartikel : David Guetta/Diskografie |                              |              |                                                   |

### Madonna

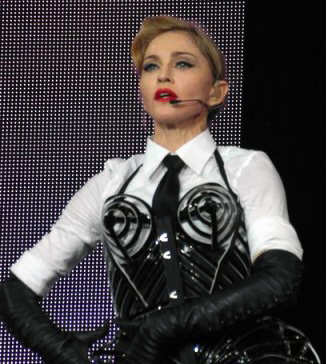
Madonna (2012)

| Jahr                                              | Titel                         | Verweildauer | Anmerkungen                         |
| ------------------------------------------------- | ----------------------------- | ------------ | ----------------------------------- |
| 1984                                              | Holiday                       | 2 Wochen     |                                     |
| 1985                                              | Into the Groove               | 8 Wochen     |                                     |
| 1985                                              | Like a Virgin                 | 7 Wochen     |                                     |
| 1986                                              | Papa Don’t Preach             | 9 Wochen     |                                     |
| 1986                                              | True Blue                     | 6 Wochen     |                                     |
| 1987                                              | La Isla Bonita                | 13 Wochen    |                                     |
| 1987                                              | Who’s That Girl               | 8 Wochen     |                                     |
| 1989                                              | Express Yourself              | 8 Wochen     |                                     |
| 1989                                              | Like a Prayer                 | 12 Wochen    |                                     |
| 1990                                              | Vogue                         | 10 Wochen    |                                     |
| 1991                                              | Justify My Love               | 2 Wochen     |                                     |
| 1992                                              | This Used to Be My Playground | 7 Wochen     |                                     |
| 1997                                              | Don’t Cry for Me Argentina    | 9 Wochen     |                                     |
| 1998                                              | Frozen                        | 10 Wochen    |                                     |
| 1998                                              | The Power of Good-Bye         | 7 Wochen     |                                     |
| 2000                                              | American Pie                  | 8 Wochen     |                                     |
| 2000                                              | Music                         | 7 Wochen     |                                     |
| 2002                                              | Die Another Day               | 2 Wochen     |                                     |
| 2003                                              | Me Against the Music          | 2 Wochen     | Britney Spears feat. Madonna        |
| 2003                                              | American Life                 | 1 Woche      |                                     |
| 2005                                              | Hung Up                       | 14 Wochen    |                                     |
| 2006                                              | Sorry                         | 2 Wochen     |                                     |
| 2008                                              | 4 Minutes                     | 9 Wochen     | feat. Justin Timberlake & Timbaland |
| 2008                                              | Give It to Me                 | 1 Woche      | feat. Pharrell Williams             |
| 2009                                              | Celebration                   | 5 Wochen     |                                     |
| 2012                                              | Give Me All Your Luvin’       | 1 Woche      | feat. Nicki Minaj & M.I.A.          |
| → Hauptartikel : Madonna (Künstlerin)/Diskografie |                               |              |                                     |

### Freddy Quinn

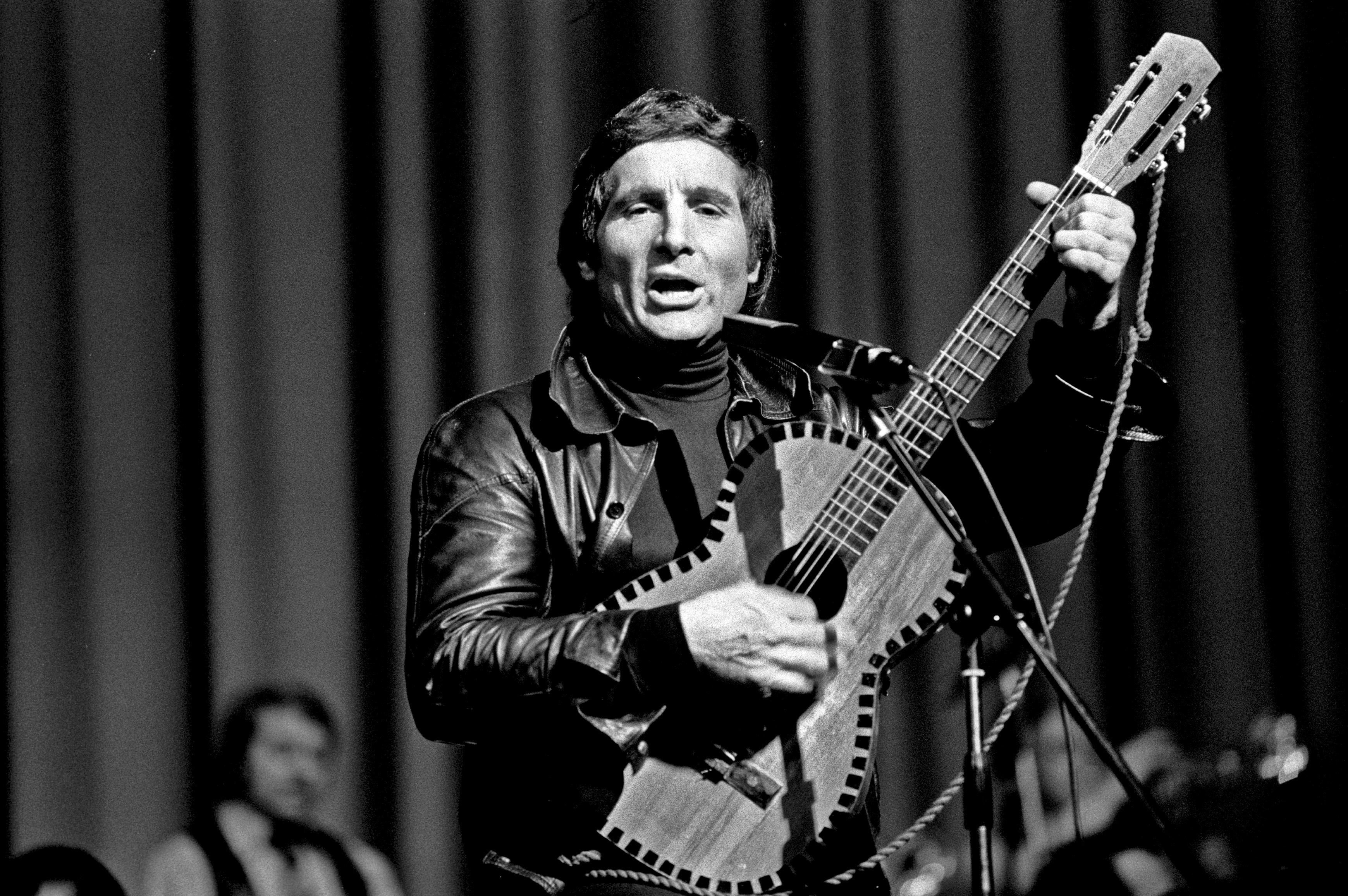
Freddy Quinn (1971)

| Jahr                                      | Titel                                                         | Verweildauer | Anmerkungen |
| ----------------------------------------- | ------------------------------------------------------------- | ------------ | ----------- |
| 1956                                      | Heimweh                                                       | 8 Monate     |             |
| 1956                                      | Rosalie                                                       | 5 Monate     |             |
| 1957                                      | Bel Sante                                                     | 1 Monat      |             |
| 1957                                      | Einmal in Tampico                                             | 4 Monate     |             |
| 1957                                      | Heimatlos                                                     | 7 Monate     |             |
| 1957                                      | Wer das vergißt                                               | 2 Monate     |             |
| 1958                                      | Der Legionär                                                  | 3 Monate     |             |
| 1958                                      | Ich bin mal wieder hier                                       | 1 Monat      |             |
| 1959                                      | Die Gitarre und das Meer                                      | 9 Monate     |             |
| 1959                                      | Unter fremden Sternen (Fährt ein weißes Schiff nach Hongkong) | 7 Monate     |             |
| 1960                                      | Irgendwann gibt’s ein Wiedersehen                             | 2 Monate     |             |
| 1960                                      | Melodie der Nacht                                             | 4 Monate     |             |
| 1960                                      | Weit ist der Weg                                              | 2 Monate     |             |
| 1961                                      | La Paloma                                                     | 4 Monate     |             |
| 1962                                      | Alo-ahè                                                       | 3 Monate     |             |
| 1962                                      | Keine bange Liselotte                                         | 1 Monat      |             |
| 1963                                      | Junge, komm bald wieder                                       | 4 Monate     |             |
| 1963                                      | Laß mich noch einmal in die Ferne (Allein wie du)             | 3 Monate     |             |
| 1964                                      | Gib mir dein Wort                                             | 4 Monate     |             |
| 1964                                      | Vergangen, vergessen, vorüber (So ein Tag …)                  | 2 Monate     |             |
| 1965                                      | 5000 Meilen von zuhaus                                        | 3 Monate     |             |
| 1965                                      | Abschied vom Meer                                             | 2 Monate     |             |
| 1966                                      | Hundert Mann und ein Befehl                                   | 3 Monate     |             |
| 1966                                      | Eine Handvoll Reis                                            | ½ Monate     |             |
| 1967                                      | Morgen beginnt die Welt                                       | 2 Monate     |             |
| 1968                                      | Seemann, weit bist du gefahren                                | 1 Monat      |             |
| → Hauptartikel : Freddy Quinn/Diskografie |                                                               |              |             |

### Rihanna

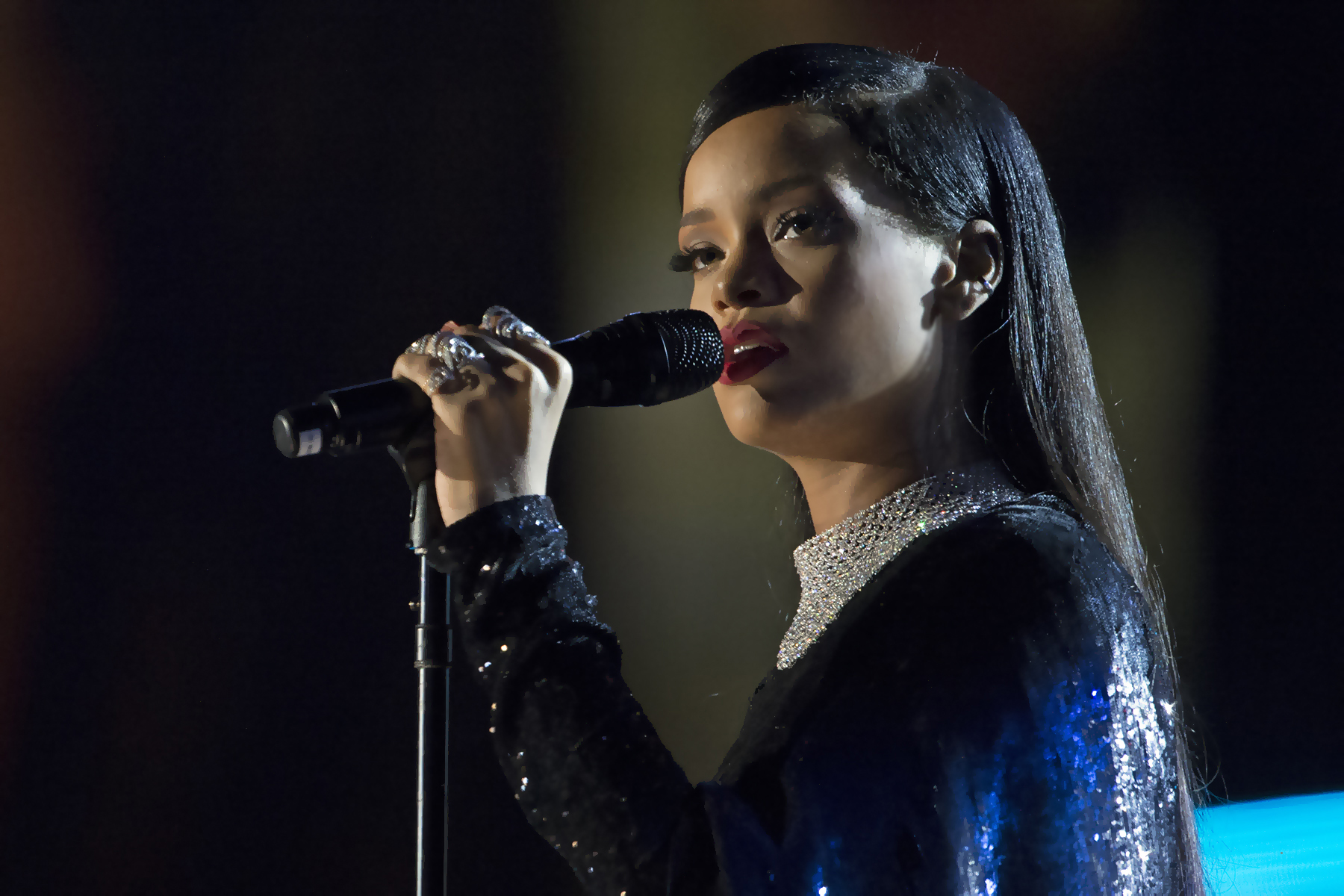
Rihanna (2014)

| Jahr                                 | Titel                        | Verweildauer | Anmerkungen                             |
| ------------------------------------ | ---------------------------- | ------------ | --------------------------------------- |
| 2005                                 | Pon de Replay                | 6 Wochen     |                                         |
| 2006                                 | SOS                          | 7 Wochen     |                                         |
| 2006                                 | Unfaithful                   | 14 Wochen    |                                         |
| 2007                                 | Umbrella                     | 13 Wochen    | feat. Jay-Z                             |
| 2007                                 | Shut Up and Drive            | 2 Wochen     |                                         |
| 2007                                 | Don’t Stop the Music         | 18 Wochen    |                                         |
| 2008                                 | Take a Bow                   | 7 Wochen     |                                         |
| 2008                                 | Disturbia                    | 6 Wochen     |                                         |
| 2008                                 | Rehab                        | 5 Wochen     | feat. Justin Timberlake                 |
| 2009                                 | Russian Roulette             | 10 Wochen    |                                         |
| 2010                                 | Rude Boy                     | 3 Wochen     |                                         |
| 2010                                 | Love the Way You Lie         | 13 Wochen    | Eminem feat. Rihanna                    |
| 2010                                 | Only Girl (In the World)     | 13 Wochen    |                                         |
| 2010                                 | Who’s That Chick?            | 4 Wochen     | David Guetta feat. Rihanna              |
| 2011                                 | S&M                          | 9 Wochen     |                                         |
| 2011                                 | California King Bed          | 4 Wochen     |                                         |
| 2011                                 | We Found Love                | 14 Wochen    | feat. Calvin Harris                     |
| 2012                                 | Diamonds                     | 18 Wochen    |                                         |
| 2013                                 | Stay                         | 7 Wochen     | feat. Mikky Ekko                        |
| 2013                                 | The Monster                  | 11 Wochen    | Eminem feat. Rihanna                    |
| 2014                                 | Can’t Remember to Forget You | 5 Wochen     | Shakira feat. Rihanna                   |
| 2015                                 | FourFiveSeconds              | 10 Wochen    | mit Kanye West & Paul McCartney         |
| 2016                                 | Work                         | 6 Wochen     | feat. Drake                             |
| 2016                                 | This Is What You Came For    | 7 Wochen     | Calvin Harris feat. Rihanna             |
| 2017                                 | Wild Thoughts                | 9 Wochen     | DJ Khaled feat. Rihanna & Bryson Tiller |
| 2022                                 | Lift Me Up                   | 1 Woche      |                                         |
| → Hauptartikel : Rihanna/Diskografie |                              |              |                                         |

## Dauerbrenner nach Singles

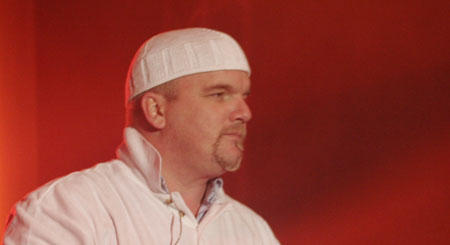
DJ Ötzi (2005)

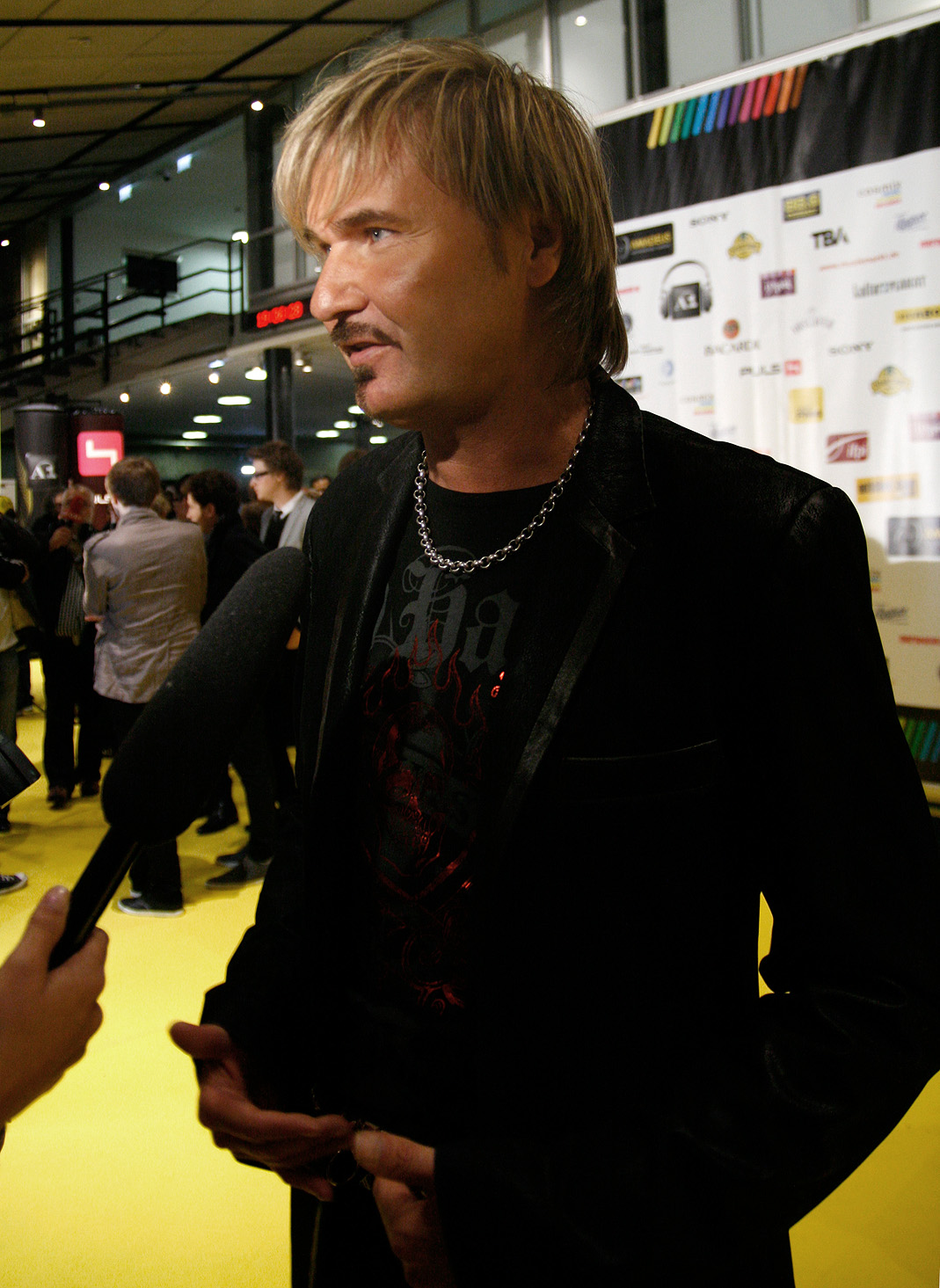
Nik P. (2010)

Diese Liste beinhaltet alle Singles, die mindestens ein halbes Jahr (26 Wochen/6 Monate) in der Top 10 der deutschen Singlecharts vertreten waren:
| Jahr | Titel                                                         | Interpret                                                                 | Verweildauer |
| ---- | ------------------------------------------------------------- | ------------------------------------------------------------------------- | ------------ |
| 1954 | Jim, Jonny & Jonas                                            | Hula Hawaiian Quartett                                                    | 10 Monate    |
| 1954 | Heideröslein                                                  | Friedel Hensch und die Cyprys                                             | 7 Monate     |
| 1954 | Es liegt was in der Luft                                      | Mona Baptiste & Bully Buhlan                                              | 7 Monate     |
| 1954 | Sieben einsame Tage                                           | Illo Schieder                                                             | 6 Monate     |
| 1955 | Arrivederci, Roma                                             | Lys Assia, Sunshine-Quartett, Die Toledos & Orchester Béla Sanders        | 6 Monate     |
| 1955 | Ganz Paris träumt von der Liebe                               | Caterina Valente & Orchester Mike Firestone                               | 8 Monate     |
| 1956 | Heimweh                                                       | Freddy                                                                    | 8 Monate     |
| 1956 | Seemann, wo ist deine Heimat                                  | Will Glahé & Sein Orchester, Geschwister Hofmann & Das Golgowsky-Quartett | 8 Monate     |
| 1956 | Weißer Holunder                                               | Gitta Lind & Die Telestars                                                | 7 Monate     |
| 1956 | Smoky                                                         | Die Sieben Raben                                                          | 6 Monate     |
| 1956 | Rosa-Rosa-Nina                                                | Das Musikanten-Quartett                                                   | 6 Monate     |
| 1956 | Steig in das Traumboot der Liebe                              | Club Indonesia (Silvio Francesco & Caterina Valente)                      | 6 Monate     |
| 1957 | Banana Boat Song                                              | Harry Belafonte                                                           | 6 Monate     |
| 1957 | Ich weiß was dir fehlt                                        | Peter Alexander                                                           | 6 Monate     |
| 1957 | Spiel noch einmal für mich, Habanero                          | Caterina Valente                                                          | 6 Monate     |
| 1957 | Cindy, Oh Cindy                                               | Margot Eskens                                                             | 7 Monate     |
| 1957 | Heimatlos                                                     | Freddy                                                                    | 7 Monate     |
| 1957 | Buena sera                                                    | Louis Prima                                                               | 10 Monate    |
| 1958 | Sail Along Silvery Moon                                       | Billy Vaughn & Orchestra                                                  | 8 Monate     |
| 1958 | Diana                                                         | Cornelia Froboess                                                         | 6 Monate     |
| 1958 | March from the River Kwai & Colonel Bogey                     | Mitch Miller & His Orchestra                                              | 6 Monate     |
| 1958 | Patricia                                                      | Pérez Prado                                                               | 6 Monate     |
| 1958 | La Paloma                                                     | Billy Vaughn & Orchestra                                                  | 6 Monate     |
| 1958 | Tanze mit mir in den Morgen                                   | Gerhard Wendland                                                          | 6 Monate     |
| 1959 | Tom Dooley                                                    | Nilsen Brothers                                                           | 6 Monate     |
| 1959 | Marina                                                        | Rocco Granata                                                             | 6 Monate     |
| 1959 | Am Tag, als der Regen kam                                     | Dalida                                                                    | 6 Monate     |
| 1959 | Petite fleur                                                  | Chris Barber’s Jazz Band                                                  | 6 Monate     |
| 1959 | Souvenirs                                                     | Bill Ramsey                                                               | 6 Monate     |
| 1959 | Die Gitarre und das Meer                                      | Freddy                                                                    | 9 Monate     |
| 1959 | Unter fremden Sternen (Fährt ein weißes Schiff nach Hongkong) | Freddy                                                                    | 7 Monate     |
| 1960 | Banjo Boy                                                     | Jan & Kjeld                                                               | 7 Monate     |
| 1960 | Wir wollen niemals auseinandergehn                            | Heidi Brühl                                                               | 6 Monate     |
| 1960 | Hohe Tannen                                                   | Erich Storz, Marianne Opitz & Marianne Vasel                              | 6 Monate     |
| 1960 | Hohe Tannen (Das Rübezahllied)                                | Hellberg-Duo                                                              | 6 Monate     |
| 1961 | Weiße Rosen aus Athen                                         | Nana Mouskouri                                                            | 6 Monate     |
| 1965 | Il Silenzio (Abschiedsmelodie)                                | Nini Rosso                                                                | 7 Monate     |
| 1968 | Du sollst nicht weinen                                        | Heintje                                                                   | 6½ Monate    |
| 1969 | Mendocino                                                     | Michael Holm                                                              | 7 Monate     |
| 1970 | A Song of Joy                                                 | Miguel Ríos                                                               | 29 Wochen    |
| 1971 | Butterfly                                                     | Danyel Gérard                                                             | 29 Wochen    |
| 1978 | Das Lied der Schlümpfe                                        | Vader Abraham                                                             | 26 Wochen    |
| 1979 | Sun of Jamaica                                                | Goombay Dance Band                                                        | 27 Wochen    |
| 1985 | Last Christmas                                                | Wham!                                                                     | 44 Wochen    |
| 1991 | Wind of Change                                                | Scorpions                                                                 | 26 Wochen    |
| 2001 | Wonderful Dream (Holidays Are Coming)                         | Melanie Thornton                                                          | 30 Wochen    |
| 2007 | Ein Stern (… der deinen Namen trägt)                          | DJ Ötzi & Nik P.                                                          | 43 Wochen    |
| 2009 | Heavy Cross                                                   | Gossip                                                                    | 27 Wochen    |
| 2013 | Atemlos durch die Nacht                                       | Helene Fischer                                                            | 38 Wochen    |
| 2016 | All I Want For Christmas Is You                               | Mariah Carey                                                              | 41 Wochen    |
| 2017 | Despacito                                                     | Luis Fonsi feat. Daddy Yankee                                             | 26 Wochen    |
| 2019 | Dance Monkey                                                  | Tones and I                                                               | 33 Wochen    |
| 2019 | Roller                                                        | Apache 207                                                                | 31 Wochen    |
| 2019 | Blinding Lights                                               | The Weeknd                                                                | 28 Wochen    |
| 2021 | Heat Waves                                                    | Glass Animals                                                             | 33 Wochen    |
| 2021 | Shivers                                                       | Ed Sheeran                                                                | 28 Wochen    |
| 2021 | Where Are You Now                                             | Lost Frequencies feat. Calum Scott                                        | 26 Wochen    |
| 2022 | Wildberry Lillet                                              | Nina Chuba                                                                | 31 Wochen    |
| 2022 | I'm Good (Blue)                                               | David Guetta & Bebe Rexha                                                 | 27 Wochen    |
| 2023 | Komet                                                         | Apache 207 & Udo Lindenberg                                               | 49 Wochen    |
| 2023 | Vois sur ton chemin                                           | Bennett                                                                   | 32 Wochen    |
| 2024 | Stumblin’ In                                                  | Cyril                                                                     | 28 Wochen    |
| 2024 | I Like the Way You Kiss Me                                    | Artemas                                                                   | 30 Wochen    |
| 2024 | Wunder                                                        | Ayliva feat. Apache 207                                                   | 28 Wochen    |

## Dauerbrenner nach Künstler

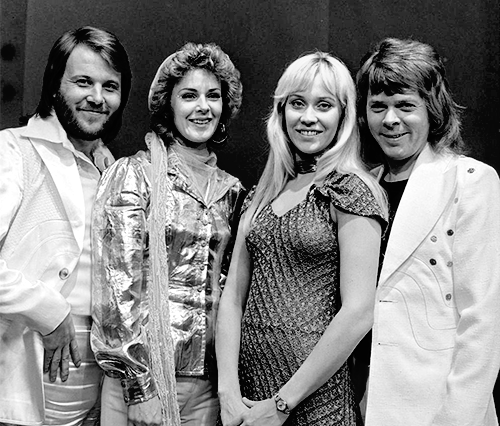
ABBA (1974)

Diese Liste beinhaltet alle Künstler, in chronologischer Reihenfolge nach Wochen absteigend, welche sich über zwei Jahre (104 Wochen) in den Top 10 der deutschen Singlecharts halten konnten. Monatliche Chartausgaben gehen mit vier Wochen und halbmonatliche Chartausgaben mit zwei Wochen in die Datenerhebung ein.
- 392:    Caterina Valente
- 350:  Freddy Quinn
- 338:  Peter Alexander
- 266:  The Beatles / The Beat Brothers
- 239:  ABBA
- 224:  Apache 207
- 222:  Rihanna
- 202:  Ed Sheeran
- 198:  David Guetta
- 188:  The Sweet
- 184:  Peter Kraus
- 180:  Capital Bra / Joker Bra
- 170:  Madonna
- 166:   The Bee Gees
- 156:  Boney M.
- 152:  Vico Torriani
- 151:  Roy Black
- 144:  Silvio Francesco
- 138:  Justin Bieber und  The Rolling Stones
- 136:  Eminem
- 127:   Udo Jürgens
- 124:  Michael Jackson
- 123:  Robin Schulz
- 119:  Bonez MC und  P!nk
- 116:  Billy Vaughn & Orchestra
- 115:  Luciano
- 112:  Sido
- 110:  Depeche Mode
- 108:  Conny Froboess,  Elton John,  Pet Shop Boys und  Scooter
- 106:  Xavier Naidoo,  Elvis Presley und  Justin Timberlake
- 105:  Connie Francis
- 104:  Lys Assia,  Calvin Harris,  RAF Camora und  Britney Spears

## Singles mit den meisten Jahren zwischen der ersten und letzten Top-10-Notierung

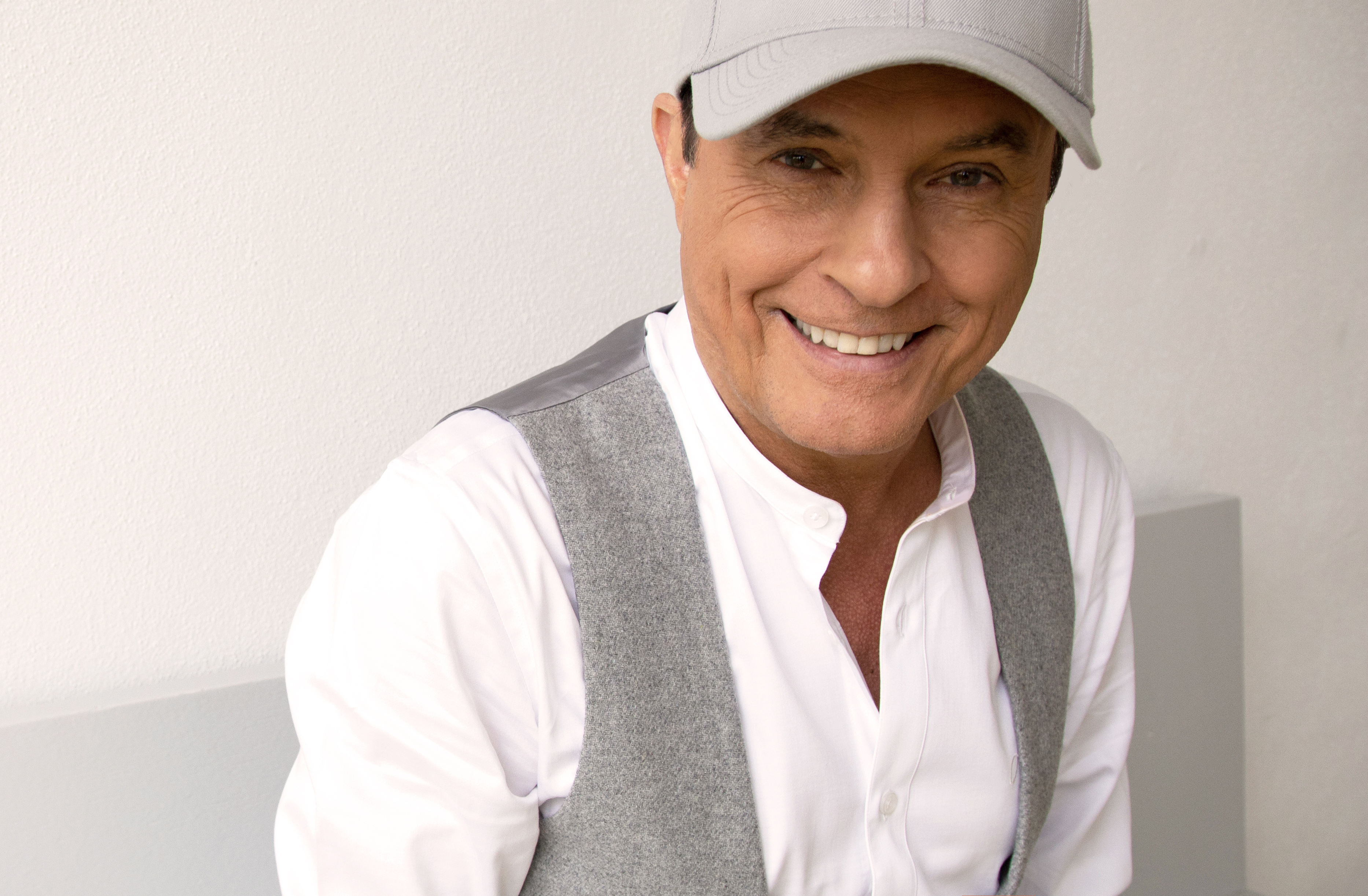
Peter Schilling (2019)

- 41 Jahre und 183 Tage:  Peter Schilling – Major Tom (völlig losgelöst) (17. Januar 1983 – 18. Juli 2024)
- 39 Jahre und 340 Tage:  Wham! – Last Christmas (28. Januar 1985 – 2. Januar 2025)
- 36 Jahre und 301 Tage:  Kate Bush – Running Up That Hill (23. September 1985 – 21. Juli 2022)
- 36 Jahre und 14 Tage:  Band Aid – Do They Know It’s Christmas? (24. Dezember 1984 – 7. Januar 2021)
- 29 Jahre und 351 Tage:  Metallica – Enter Sandman (16. September 1991 – 2. September 2021)
- 23 Jahre und 23 Tage:  Melanie Thornton – Wonderful Dream (Holidays Are Coming) (10. Dezember 2001 – 2. Januar 2025)
- 22 Jahre und 228 Tage:  Gigi D’Agostino – L’amour toujours (22. Oktober 2001 – 6. Juni 2024)
- 21 Jahre und 341 Tage:  Die Ärzte – Schrei nach Liebe (11. Oktober 1993 – 17. September 2015)
- 21 Jahre und 94 Tage:  Louis Armstrong – What a Wonderful World (15. Juni 1968 – 17. September 1989)
- 11 Jahre und 209 Tage:  Plastic Ono Band – Give Peace a Chance (1. September 1969 – 29. März 1981)
- 9 Jahre und 338 Tage:  Helene Fischer – Atemlos durch die Nacht (3. Januar 2014 – 7. Dezember 2023)
- 8 Jahre und 10 Tage:  Mariah Carey – All I Want for Christmas Is You (23. Dezember 2016 – 2. Januar 2025)
- 7 Jahre und 4 Tage:  Chris Rea – Driving Home for Christmas (29. Dezember 2017 – 2. Januar 2025)
- 6 Jahre und 5 Tage:  Shakin’ Stevens – Merry Christmas Everyone (28. Dezember 2018 – 2. Januar 2025)
- 4 Jahre und 29 Tage:   Michael Bublé – It’s Beginning to Look a Lot Like Christmas (4. Dezember 2020 – 2. Januar 2025)
- 3 Jahre und 360 Tage:  Ariana Grande – Santa Tell Me (25. Dezember 2020 – 19. Dezember 2024)
- 3 Jahre und 9 Tage:  Plastic Ono Band &  The Harlem Community Choir – Happy Xmas (War Is Over) (28. Dezember 2018 – 6. Januar 2022)
- 3 Jahre und 2 Tage:  Kelly Clarkson – Underneath the Tree (31. Dezember 2021 – 2. Januar 2025)
- 2 Jahre und 31 Tage:  Brenda Lee – Rockin’ Around the Christmas Tree (2. Dezember 2022 – 2. Januar 2025)
- 2 Jahre und 25 Tage:  Elton John & Ed Sheeran – Merry Christmas (10. Dezember 2021 – 4. Januar 2024)
- 2 Jahre und 24 Tage:  José Feliciano – Feliz Navidad (9. Dezember 2022 – 2. Januar 2025)

## Künstler mit den meisten Jahren zwischen der ersten und letzten Top-10-Notierung

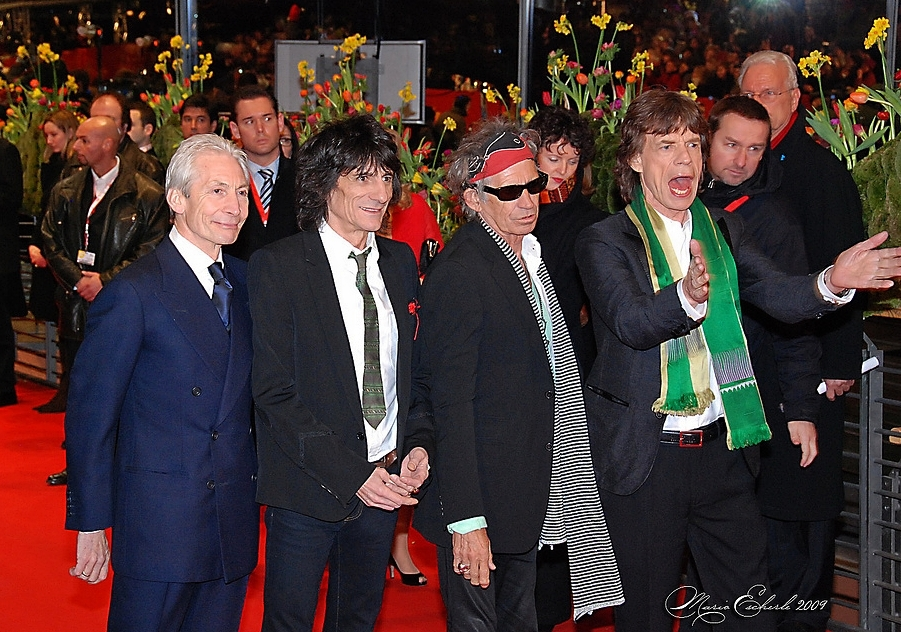
The Rolling Stones (2008)

- 59 Jahre und 236 Tage:  The Beatles – She Loves You (1. April 1964) → Now and Then (23. November 2023)
- 55 Jahre und 69 Tage:  The Rolling Stones – The Last Time (1. Mai 1965) → Living in a Ghost Town (9. Juli 2020)
- 53 Jahre und 111 Tage:  José Feliciano – Che sarà (13. September 1971) → Feliz Navidad (2. Januar 2025)
- 53 Jahre und 6 Tage:  Status Quo – Pictures of Matchstick Men (1. April 1968) → Do They Know It’s Christmas? (7. Januar 2021)
- 52 Jahre und 127 Tage:  Plastic Ono Band – Give Peace a Chance (1. September 1969) → Happy Xmas (War Is Over) (6. Januar 2022)
- 51 Jahre und 10 Tage:  Elton John – Crocodile Rock (25. Dezember 1972) → Merry Christmas (4. Januar 2024)
- 50 Jahre und 255 Tage:  Paul McCartney – Another Day (26. April 1971) → Wonderful Christmastime (6. Januar 2022)
- 47 Jahre und 133 Tage:  ABBA – Waterloo (6. Mai 1974) → Don’t Shut Me Down + I Still Have Faith in You (16. September 2021)
- 46 Jahre und 275 Tage:  Raffaella Carrà – A far l’amore comincia tu (3. Oktober 1977) → Pedro (4. Juli 2024)
- 45 Jahre und 311 Tage:  Elvis Presley – Heartbreak Hotel (1. November 1956) → A Little Less Conversation (8. September 2002)
- 44 Jahre und 319 Tage:  Queen – Bohemian Rhapsody (23. Februar 1976) → Thank God It's Christmas (7. Januar 2021)
- 44 Jahre und 261 Tage:  Peter Maffay – Du (15. April 1970) → Do They Know It’s Christmas? (Deutsche Version) (1. Januar 2015)
- 43 Jahre und 229 Tage:  Shakin’ Stevens – This Ole House (18. Mai 1981) → Merry Christmas Everyone (2. Januar 2025)
- 43 Jahre und 208 Tage:  David Bowie – Sound and Vision (13. Juni 1977) → Do They Know It’s Christmas? (7. Januar 2021)
- 41 Jahre und 183 Tage: Peter Schilling – Major Tom (völlig losgelöst) (17. Januar 1983) → Major Tom (völlig losgelöst) (18. Juli 2024)
- 41 Jahre und 119 Tage:  The Boomtown Rats – I Don’t Like Mondays (10. September 1979) → Do They Know It’s Christmas? (7. Januar 2021)
- 40 Jahre und 345 Tage:  Udo Lindenberg – Sonderzug nach Pankow (14. März 1983) → Komet (22. Februar 2024)
- 40 Jahre und 184 Tage:  Wham! – Wake Me Up Before You Go-Go (2. Juli 1984) → Last Christmas (2. Januar 2025)
- 40 Jahre und 21 Tage:  Karel Gott – Weißt du wohin? (1. Januar 1969) → Für immer jung (22. Januar 2009)

## Künstler mit mindestens drei simultanen Neueinstiegen in den Top 10

### 3 Neueinstiege innerhalb der Top 10
| Datum      | Interpret             | Titel #1        | Titel #2                               | Titel #3           |
| ---------- | --------------------- | --------------- | -------------------------------------- | ------------------ |
| 26.03.2010 | Lena Meyer-Landrut    | Satellite (# 1) | Bee (# 3)                              | Love Me (# 4)      |
| 08.12.2017 | Kollegah & Farid Bang | Ave Maria (# 5) | Rap wieder Rap (# 7)                   | Es wird Zeit (# 8) |
| 22.03.2019 | Mero                  | Jay Jay (# 5)   | Träume werden wahr (# 7; feat. Brrado) | Wie Buffon (# 8)   |

### 5 Neueinstiege innerhalb der Top 10
| Datum      | Interpret             | Titel #1                 | Titel #2       | Titel #3       | Titel #4        | Titel #5                 |
| ---------- | --------------------- | ------------------------ | -------------- | -------------- | --------------- | ------------------------ |
| 12.10.2018 | Bonez MC & RAF Camora | Nummer unterdrückt (# 3) | Ja Mann! (# 5) | Kompanie (# 7) | Prominent (# 8) | Von ihnen gelernt (# 10) |

## Künstler mit mindestens drei simultanen Top-10-Erfolgen

### 3 gleichzeitige Top-10-Erfolge
| Datum      | Interpret             | Titel #1                                                            | Titel #2                                                      | Titel #3                                                                                       |
| ---------- | --------------------- | ------------------------------------------------------------------- | ------------------------------------------------------------- | ---------------------------------------------------------------------------------------------- |
| 01.11.1960 | Caterina Valente      | Ein Schiff wird kommen (# 1)                                        | Einen Ring mit zwei blutroten Steinen (# 9)                   | Itsy Bitsy Teenie Weenie Honolulu-Strand-Bikini (# 10; mit Silvio Francesco als Club Honolulu) |
| 01.01.1961 | Caterina Valente      | Ein Schiff wird kommen (# 1)                                        | Einen Ring mit zwei blutroten Steinen (# 6)                   | Rosalie, mußt nicht weinen (# 8)                                                               |
| 01.02.1961 | Caterina Valente      | Ein Schiff wird kommen (# 2)                                        | Einen Ring mit zwei blutroten Steinen (# 6)                   | Rosalie, mußt nicht weinen (# 7)                                                               |
| 01.04.1964 | The Beatles           | I Want to Hold Your Hand (# 1)                                      | She Loves You (# 7)                                           | Twist and Shout (# 10)                                                                         |
| 26.03.2010 | Lena Meyer-Landrut    | Satellite (# 1 – Neu)                                               | Bee (# 3 – Neu)                                               | Love Me (# 4 – Neu)                                                                            |
| 02.04.2010 | Lena Meyer-Landrut    | Satellite (# 1)                                                     | Bee (# 6)                                                     | Love Me (# 8)                                                                                  |
| 20.11.2015 | Justin Bieber         | Sorry (# 4)                                                         | Love Yourself (# 7 – Neu)                                     | What Do You Mean? (# 8)                                                                        |
| 10.03.2017 | Ed Sheeran            | Shape of You (# 1)                                                  | Castle on the Hill (# 3)                                      | Galway Girl (# 8 – Neu)                                                                        |
| 17.03.2017 | Ed Sheeran            | Shape of You (# 1)                                                  | Galway Girl (# 5)                                             | Castle on the Hill (# 7)                                                                       |
| 24.03.2017 | Ed Sheeran            | Shape of You (# 1)                                                  | Galway Girl (# 6)                                             | Castle on the Hill (# 9)                                                                       |
| 08.12.2017 | Kollegah & Farid Bang | Ave Maria (# 5 – Neu)                                               | Rap wieder Rap (# 7 – Neu)                                    | Es wird Zeit (# 8 – Neu)                                                                       |
| 15.06.2018 | Capital Bra           | Berlin lebt (# 1 – Neu)                                             | One Night Stand (# 4)                                         | Neymar (# 8; feat. Ufo361)                                                                     |
| 02.11.2018 | Capital Bra           | Allein (# 2)                                                        | Ich liebe es (# 4; feat. Xatar & Samy)                        | Roli Glitzer Glitzer (# 10; feat. Luciano & Eno)                                               |
| 09.11.2018 | Capital Bra           | Allein (# 2)                                                        | Ich liebe es (# 3; feat. Xatar & Samy)                        | Roli Glitzer Glitzer (# 9; feat. Luciano & Eno)                                                |
| 19.04.2019 | Capital Bra           | Rolex (# 2 – Neu; feat. Summer Cem & KC Rebell)                     | Cherry Lady (# 3)                                             | Bye Bye (# 7 – Neu; feat. Nimo)                                                                |
| 21.06.2019 | Capital Bra           | Royal Rumble (# 1 – Neu; mit Kalazh44 & Samra feat. Nimo & Luciano) | Diamonds (# 3 – Neu; Summer Cem feat. Capital Bra)            | Wieder Lila (# 8; mit Samra)                                                                   |
| 28.06.2019 | Samra                 | Tilidin (# 1 – Neueinstieg; mit Capital Bra)                        | Royal Rumble (# 9; mit Kalazh44 & Samra feat. Nimo & Luciano) | Wieder Lila (# 10; mit Capital Bra)                                                            |
| 05.07.2019 | Capital Bra           | Tilidin (# 1; mit Samra)                                            | Diamonds (# 8; Summer Cem feat. Capital Bra)                  | Wieder Lila (# 10; mit Samra)                                                                  |
| 20.09.2019 | Loredana              | Genick (# 3 – Neu)                                                  | Kein Plan (# 4; feat. Mero)                                   | Eiskalt (# 7; feat. Mozzik)                                                                    |
| 04.10.2019 | Apache 207            | Roller (# 3)                                                        | 200 km/h (# 4)                                                | 2002 (# 6 – Neu; mit Sido)                                                                     |
| 11.10.2019 | Apache 207            | Roller (# 3)                                                        | 200 km/h (# 4)                                                | 2002 (# 6; Sido feat. Apache 207)                                                              |
| 11.10.2019 | Capital Bra & Samra   | 110 (# 2; feat. Lea)                                                | Berlin lebt wie nie zuvor (# 5 – Neu)                         | Tilidin (# 9)                                                                                  |
| 18.10.2019 | Apache 207            | Roller (# 2)                                                        | 200 km/h (# 4)                                                | 2002 (# 6; mit Sido)                                                                           |
| 06.12.2019 | Apache 207            | Roller (# 3)                                                        | Wieso tust du dir das an? (# 5)                               | 200 km/h (# 7)                                                                                 |
| 03.01.2020 | Apache 207            | Roller (# 3)                                                        | 200 km/h (# 8)                                                | Wieso tust du dir das an? (# 10)                                                               |
| 10.01.2020 | Apache 207            | Roller (# 3)                                                        | 200 km/h (# 8)                                                | Wieso tust du dir das an? (# 10)                                                               |
| 14.08.2020 | Apache 207            | Bläulich (# 2)                                                      | Unterwegs (# 5)                                               | Sie ruft (# 6)                                                                                 |
| 21.08.2020 | Apache 207            | Bläulich (# 4)                                                      | Unterwegs (# 5)                                               | Sie ruft (# 7)                                                                                 |
| 20.05.2022 | T-Low                 | We Made It (# 3; feat. Miksu/Macloud)                               | Sehnsucht (# 4; Miksu/Macloud feat. T-Low)                    | Airbnb (# 7 – Neu; feat. Ufo361)                                                               |
| 17.03.2023 | Nina Chuba            | Wildberry Lillet (# 4)                                              | Mangos mit Chili (# 6)                                        | AMG (# 8 – Neu; RIN feat. Nina Chuba)                                                          |
| 19.05.2023 | Apache 207            | Komet (# 1; mit Udo Lindenberg)                                     | Neunzig (# 3)                                                 | Breaking Your Heart (# 9)                                                                      |
| 02.06.2023 | Apache 207            | Komet (# 2; mit Udo Lindenberg)                                     | Wenn das so bleibt (# 5)                                      | Breaking Your Heart (# 9)                                                                      |
| 09.06.2023 | Apache 207            | Komet (# 2; mit Udo Lindenberg)                                     | Wenn das so bleibt (# 6)                                      | Breaking Your Heart (# 10)                                                                     |

### 4 gleichzeitige Top-10-Erfolge
| Datum      | Interpret   | Titel #1                                        | Titel #2                                     | Titel #3                                                      | Titel #4                      |
| ---------- | ----------- | ----------------------------------------------- | -------------------------------------------- | ------------------------------------------------------------- | ----------------------------- |
| 29.06.2018 | Capital Bra | Kennzeichen B-TK (# 4 – Neu; feat. King Khalil) | Berlin lebt (# 6)                            | Neymar (# 9; feat. Ufo361)                                    | One Night Stand (# 10)        |
| 28.06.2019 | Capital Bra | Tilidin (# 1 – Neu; mit Samra)                  | Diamonds (# 6; Summer Cem feat. Capital Bra) | Royal Rumble (# 9; mit Kalazh44 & Samra feat. Nimo & Luciano) | Wieder Lila (# 10; mit Samra) |
| 25.10.2019 | Apache 207  | Wieso tust du dir das an? (# 1 – Neu)           | Roller (# 3)                                 | 200 km/h (# 6)                                                | 2002 (# 7; mit Sido)          |
| 01.11.2019 | Apache 207  | Roller (# 2)                                    | Wieso tust du dir das an? (# 3)              | 200 km/h (# 4)                                                | 2002 (# 8; mit Sido)          |
| 08.11.2019 | Apache 207  | Roller (# 2)                                    | Wieso tust du dir das an? (# 3)              | 200 km/h (# 6)                                                | 2002 (# 10; mit Sido)         |
| 15.11.2019 | Apache 207  | Roller (# 2)                                    | Wieso tust du dir das an? (# 3)              | 200 km/h (# 5)                                                | Doch in der Nacht (# 7 – Neu) |
| 22.11.2019 | Apache 207  | Roller (# 2)                                    | Wieso tust du dir das an? (# 3)              | 200 km/h (# 5)                                                | Doch in der Nacht (# 10)      |
| 29.11.2019 | Apache 207  | Roller (# 2)                                    | Wieso tust du dir das an? (# 3)              | 200 km/h (# 5)                                                | Doch in der Nacht (# 9)       |
| 26.05.2023 | Apache 207  | Komet (# 1; mit Udo Lindenberg)                 | Wenn das so bleibt (# 2)                     | Neunzig (# 4)                                                 | Breaking Your Heart (# 9)     |
| 23.06.2023 | Apache 207  | Komet (# 2; mit Udo Lindenberg)                 | Breaking Your Heart (# 6)                    | Was weißt du schon (# 7)                                      | Wenn das so bleibt (# 8)      |

### 5 gleichzeitige Top-10-Erfolge
| Datum      | Interpret  | Titel #1                        | Titel #2                 | Titel #3                                     | Titel #4                  | Titel #5          |
| ---------- | ---------- | ------------------------------- | ------------------------ | -------------------------------------------- | ------------------------- | ----------------- |
| 22.03.2019 | Mero       | Wolke 10 (# 2)                  | Jay Jay (# 5 – Neu)      | Träume werden wahr (# 7 – Neu; feat. Brrado) | Wie Buffon (# 8 – Neu)    | Hobby Hobby (# 9) |
| 07.08.2020 | Apache 207 | Sie ruft (# 1 – Neu)            | Bläulich (# 2)           | Unterwegs (# 5)                              | Fame (# 7)                | Boot (# 8)        |
| 16.06.2023 | Apache 207 | Komet (# 2; mit Udo Lindenberg) | Wenn das so bleibt (# 3) | Was weißt du schon (# 4 – Neu)               | Breaking Your Heart (# 5) | Neunzig (# 7)     |

### 8 gleichzeitige Top-10-Erfolge
| Datum      | Interpret             | Titel |
| ---------- | --------------------- | --- |
| 12.10.2018 | Bonez MC & RAF Camora | - 500 PS (# 1) - Kokain (# 2; feat. Gzuz) - Nummer unterdrückt (# 3 – Neu) - Ja Mann! (# 5 – Neu) - Kompanie (# 7 – Neu) - Prominent (# 8 – Neu) - Risiko (# 9) - Von ihnen gelernt (# 10 – Neu) |

## Weitere Besonderheiten
- Im Februar 2013 bestanden zum ersten Mal die kompletten ersten sechs Plätze der Singlecharts aus Kollaborationen.[3] Diese waren:

1. will.i.am feat. Britney Spears – Scream & Shout
2. The Script feat. will.i.am – Hall of Fame
3. Macklemore & Ryan Lewis feat. Wanz – Thrift Shop
4. Icona Pop feat. Charli XCX – I Love It
5. Rihanna feat. Mikky Ekko – Stay
6. Olly Murs feat. Flo Rida – Troublemaker

- In der Chartausgabe vom 27. Dezember 2024 schaffte es Last Christmas von Wham! in der 182. Chartwoche letztmals in die Top 10, keine Single konnte sich bisher noch später in den Top 10 platzieren.
- Tom Odell erreichte mit dem Titel Another Love erstmals in der 137. Chartwoche die Top 10, so spät wie kein anderer Titel.